# História do pensamento económico
A história do pensamento econômico pode ser dividida, grosso modo, em três períodos: Pré-moderno (grego, romano, árabe), Moderno (mercantilismo, fisiocracia) e Contemporâneo (a partir de Adam Smith no final do século XVIII). A análise econômica sistemática tem se desenvolvido principalmente a partir do surgimento da Modernidade.

## Pensamento econômico antigo
As discussões mais antigas sobre economia datam da época antiga (e.g. a Artaxastra de Cautília ou o Oeconomicus de Xenofonte). Desde então, até a revolução industrial, a economia não era uma disciplina separada mas uma parte da filosofia. Na Grécia Antiga, uma sociedade baseada na escravidão mas também um modelo de democracia em desenvolvimento e embrionário, o livro A República de Platão continha referências à especialização do trabalho e da produção. Mas foi seu pupilo Aristóteles que fez alguns dos argumentos mais familiares ainda nos discursos de hoje.

### Aristóteles

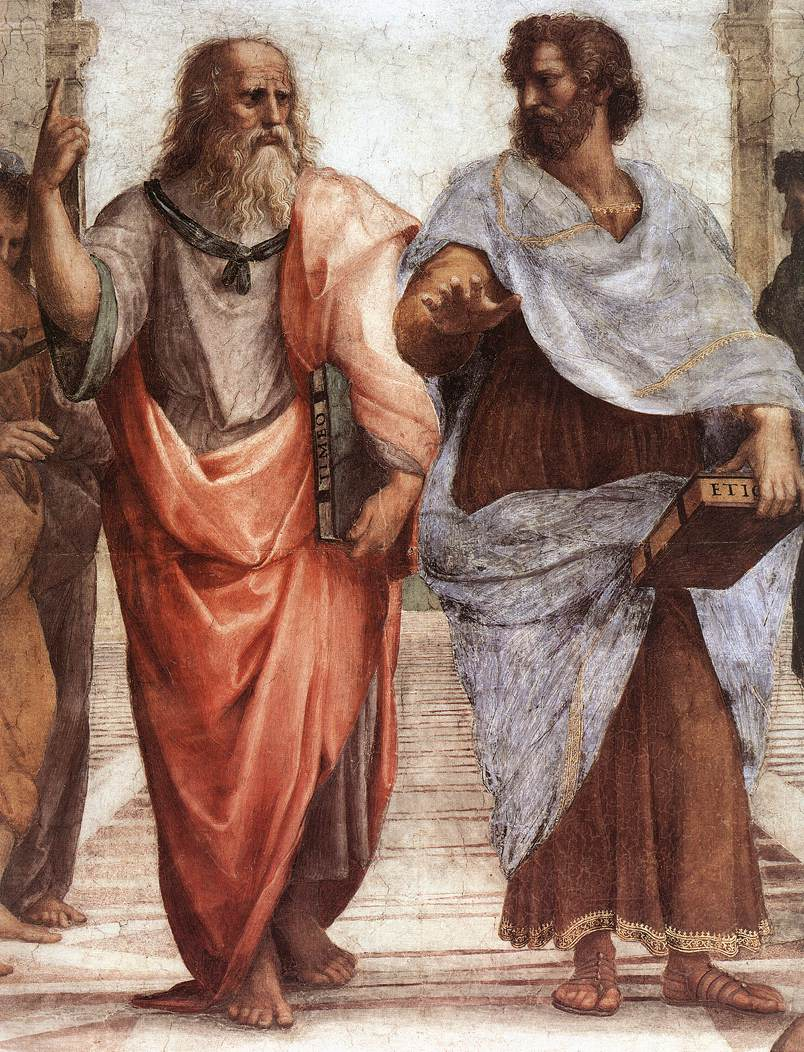
Platão e seu pupilo, Aristóteles, produziram uma grande influência na filosofia ocidental.

A política de Aristóteles (350 a.C.) se preocupava principalmente em analisar as diferentes formas de um estado (monarquia, aristocracia, governo constitucional, tirania, oligarquia, democracia) como uma crítica à defesa de Platão de uma classe dominante de "reis filósofos". Particularmente para os economistas, Platão tinha desenhado um modelo de sociedade com base na propriedade comum de recursos. Aristóteles via este modelo como um anátema.
Embora Aristóteles certamente tenha defendido que existem muitas coisas em comum, ele argumentou que nem tudo poderia ser, simplesmente por causa da "maldade da natureza humana". "É claramente melhor que a propriedade seja privada", escreveu Aristóteles, "mas o uso dele como comum, e a finalidade especial do legislador é criar nos homens esta disposição benevolente". No Livro I de Política, Aristóteles discute a natureza geral das famílias e das trocas de mercado. Para ele, há uma certa "arte de aquisição" ou "aquisição de riqueza". O dinheiro em si tem o único propósito de ser um meio de troca, o que significa, para ele, que "é inútil ... não é útil como um meio para qualquer das necessidades da vida". No entanto, aponta Aristóteles, como o "instrumento" do dinheiro é o mesmo, muitas pessoas são obcecadas na simples acumulação de dinheiro. "Tornar-se rico" para a uma família é "necessário e honroso", enquanto que a troca no comércio pela simples acumulação é "justamente censurado, pois é desonroso". Aristóteles desaprovava a usura e o lucro através do monopólio.

### Idade média

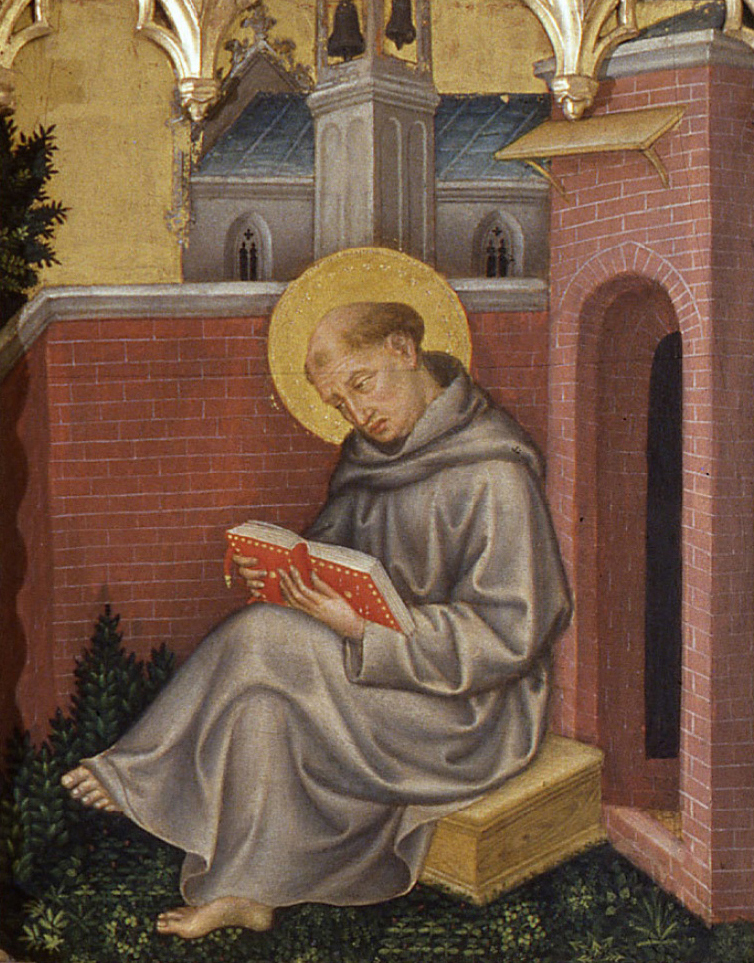
São Tomás de Aquino ensinou que preços crescentes em resposta à alta demanda era um tipo de roubo.

Tomás de Aquino (1225-1274) foi um teólogo e escritor italiano sobre questões econômicas. Ele ensinou em Colônia e Paris, e foi parte de um grupo de estudiosos católicos conhecidos como os escolásticos, que mudaram o foco de suas investigações da teologia para os debates filosóficos e científicos. No tratado Suma Teológica, Aquino tratou do conceito de preço justo, que ele considerava necessário para a reprodução da ordem social. Tendo muitas semelhanças com o conceito moderno de equilíbrio de longo prazo, um preço justo deveria ser o suficiente para cobrir os custos de produção, incluindo a manutenção de um trabalhador e sua família. Ele argumentou que é imoral os vendedores elevarem seus preços, simplesmente porque os compradores estavam em necessidade premente de um produto.
Aquino discute uma série de temas no formato de perguntas e respostas, tratados substanciais que lidam com a teoria de Aristóteles. As Questões 77 e 78 dizem respeito a questões econômicas, principalmente as relacionadas com o que é um preço justo, e sobre a lealdade de um vendedor que distribui mercadorias com defeito. Aquino argumentou contra qualquer forma de trapaça e recomendou que a compensação sempre fosse paga na falta de um bom serviço. Enquanto as leis humanas não poderiam impor sanções para lidar com o injusto, a lei divina pode, em sua opinião. Um dos principais críticos de Aquino foi Duns Scot (1265-1308) em sua obra Sententiae (1295). Originalmente a partir de Duns, Escócia, ele ensinou em Oxford, Colônia e Paris. Scot pensou que era possível ser mais preciso no cálculo de um preço justo do que Tomás de Aquino, enfatizando os custos de mão de obra e despesas – sendo que ele reconheceu que as últimas podem ser infladas em exagero, porque o comprador e o vendedor geralmente têm ideias diferentes do que um preço justo compreende . Se as pessoas não se beneficiarem de uma transação, segundo a visão de Scot, eles não trocariam. Scot defendeu os comerciantes por desempenharem um papel social necessário e útil, transportando mercadorias e tornando-os disponíveis ao público.

## Mercantilismo e nacionalismo

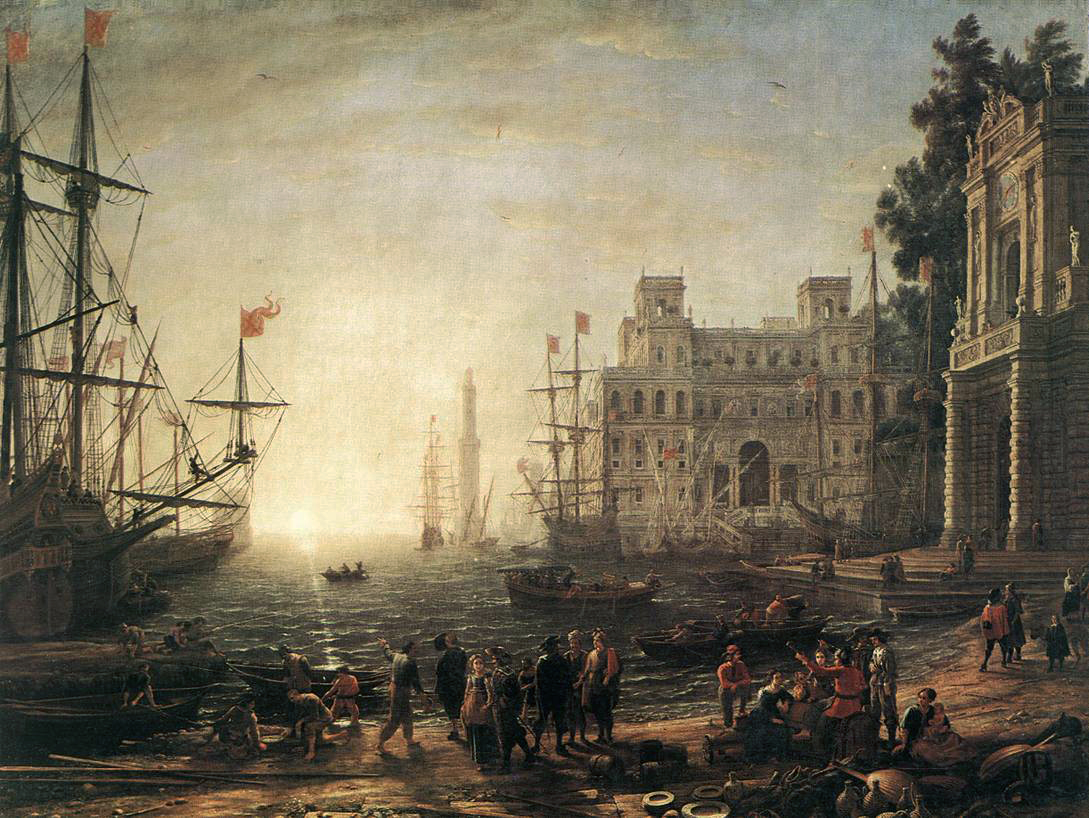
Uma pintura de 1638 de um porto marítimo durante o apogeu do mercantilismo.

Do localismo da Idade Média, os senhores feudais em declínio, novas estruturas econômicas nacionais começaram a se fortalecer. A partir de 1492 e das explorações, como as viagens de Cristóvão Colombo, novas oportunidades para o comércio com o Novo Mundo e a Ásia se abriram. Novas e poderosas monarquias queriam um estado poderoso para aumentar seu status. O mercantilismo foi um movimento político e uma teoria econômica que defendia o uso do poder militar para assegurar mercados locais e proteger as fontes de matérias-primas. Os teoristas mercantis achavam que o comércio internacional poderia não beneficiar todos os países ao mesmo tempo. Como o dinheiro e o ouro eram as únicas fontes de riqueza, havia uma quantidade limitada de recursos a ser dividida entre os países. Desse modo, as tarifas poderiam ser usadas para encorajar a exportação (o que significa mais dinheiro entrando no país) e desencorajar a importação (enviando riqueza para o exterior). Em outras palavras, uma balança comercial positiva deveria ser mantida, com um excedente de exportações. O termo mercantilismo na verdade não havia sido cunhado até o final de 1763, por Victor Riqueti de Mirabeau e popularizado por Adam Smith, que se opunha vigorosamente a suas ideias.

### Thomas Mun
O empresário inglês Thomas Mun (1571-1641) representa a antiga política mercantilista em seu livro England's Treasure by Foreign Trade ("Tesouro da Inglaterra pelo comércio externo"). Apesar de ele não ter sido publicado até 1664, ele foi amplamente circulado como um manuscrito anteriormente. Ele era um membro da Companhia Britânica das Índias Orientais e também escreveu sobre sua experiência lá em A Discourse of Trade from England unto the East Indies ("Um discurso de comércio da Inglaterra até as Índias Orientais") (1621). De acordo com Mun, o comércio era a única forma de aumentar o tesouro (i.e., a riqueza nacional) da Inglaterra e, para isso, ele sugeriu algumas ações a serem tomadas. O importante era o consumo frugal para aumentar o volume de bens disponíveis para exportação, uma grande utilização da terra e outros recursos naturais domésticos para reduzir a necessidade de importação, a diminuição de tarifas de exportação de bens produzidos internamente a partir de materiais estrangeiros, e a exportação de bens com demanda inelástica pois mais dinheiro poderia ser gerado a partir de preços mais altos.

### Philipp von Hörnigk

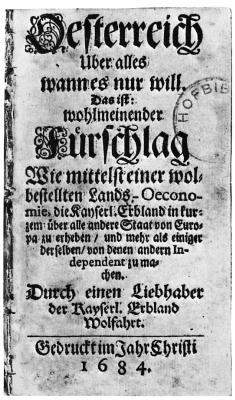
A capa do artigo de Philipp von Hörnigk sobre a filosofia mercantilista.

Philipp von Hörnigk (1640–1712, às vezes escrito como Hornick ou Horneck) nasceu em Frankfurt e tornou-se um servidor civil austríaco escrevendo em uma época na qual seu país estava constantemente sendo ameaçado pela invasão otomana. Em Österreich Über Alles, Wenn Sie Nur Will (1684,Austria Over All, If She Only Will) ele realizou uma de suas mais claras afirmações de política mercantilista. Ele listou nove regras principais para a economia nacional.
O nacionalismo, a auto-suficiência e poder nacional eram as políticas básicas propostas.

### Jean-Baptiste Colbert
Jean-Baptiste Colbert (1619–1683) foi o Ministro das Finanças do Rei Luís XIV de França. Ele criou as guildas para regular as grandes indústrias. Seda, linho, tapeçaria, fabricação de móveis e vinho eram exemplos do artesanato no qual a França era especializada, todas as quais requerendo a participação em uma guilda para poder operar. Elas permaneceram ativas até a Revolução Francesa. De acordo com Colbert, "é simplesmente e unicamente a abundância de dinheiro de um Estado que o torna grande e poderoso".

## Iluminismo britânico
A Grã-Bretanha havia passado por algumas de suas épocas mais turbulentas no século XVII, fortalecendo não apenas a divisão política e religiosa na guerra civil inglesa, a execução de Carlos I e a ditadura Cromwelliana, mas também as pragas e incêndios. A monarquia foi restaurada por Carlos II, que era simpático aos católicos, mas seu sucessor Rei Jaime II foi deposto rapidamente. O protestante Guilherme de Orange e Maria foram convidados para tomar o seu lugar, assinando a Declaração de Direitos de 1689 e assegurando que o Parlamento fosse dominante no que foi conhecida como a Revolução Gloriosa. A revolta tinha visto um grande número de grandes avanços científicos, incluindo a descoberta de Robert Boyle da constante de pressão do gás (1660) e a publicação de Sir Isaac Newton, Philosophiae Naturalis Principia Mathematica (1687), que descrevia as três leis do movimento e de sua lei da gravitação universal. Todos esses fatores estimularam o avanço do pensamento econômico. Por exemplo, Richard Cantillon (1680–1734) conscientemente imitou as forças de inércia e gravidade de Newton no mundo natural e as replicou sobre a razão humana e a competição de mercado no mundo econômico. Em seu Essay on the Nature of Commerce in General, ele argumentou que o auto-interesse racional em um sistema de mercados livres levaria à ordem e preços mutuamente compatíveis. Ao contrários dos pensadores mercantilistas, no entanto, a riqueza não era encontrada no comércio, mas no trabalho humano. A primeira pessoa a utilizar essas ideias em uma estrutura política foi John Locke.

### John Locke

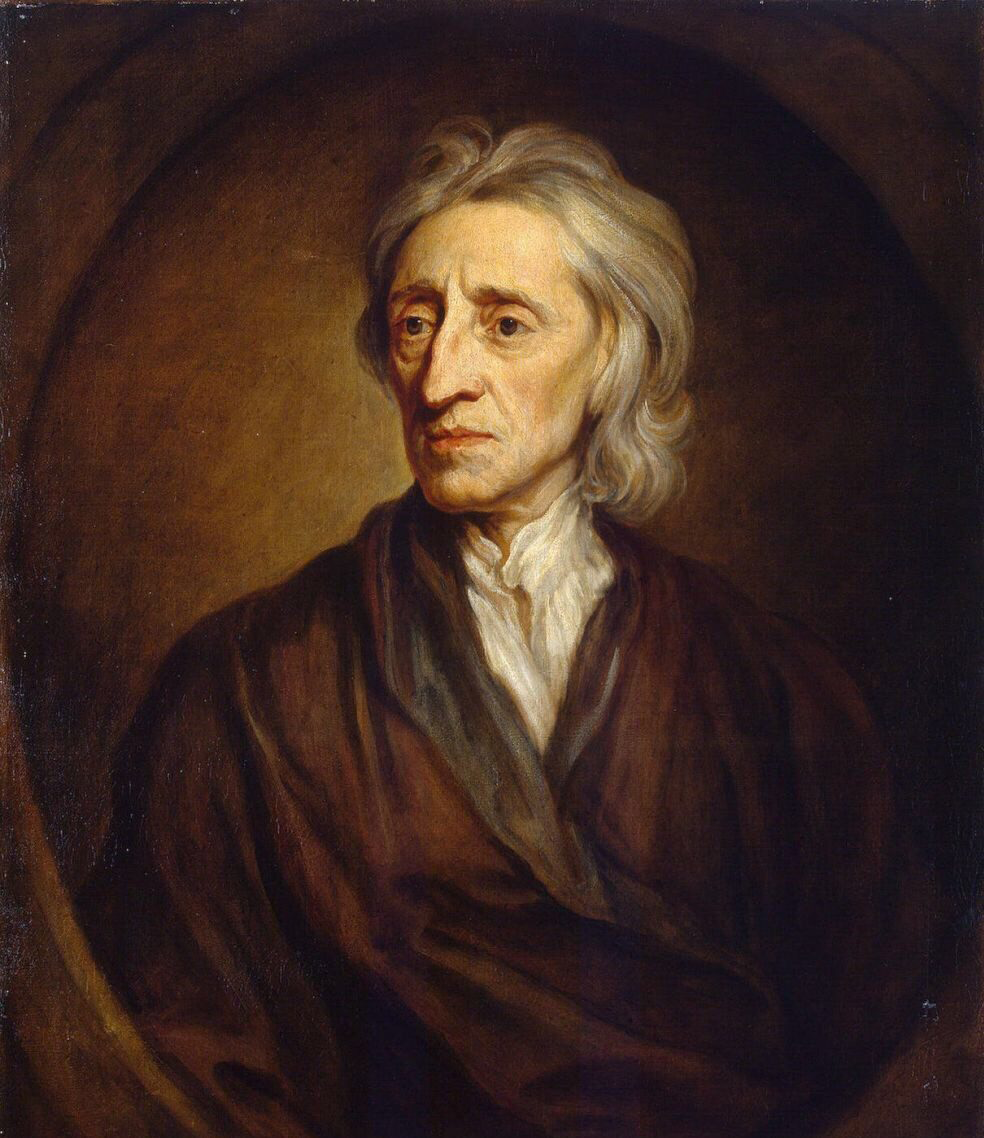
John Locke combinou a filosofia, política e economia em uma única estrutura coerente.

John Locke (1632–1704) nasceu perto de Bristol e estudou em Londres e Oxford. Ele é considerado um dos mais importantes filósofos de sua era, em grande parte devido a sua crítica da defesa de Thomas Hobbes ao absolutismo em Leviatã (1651) e o desenvolvimento da teoria do contrato social. Locke acreditava que as pessoas contratavam com a sociedade, que deveria proteger seus direitos de propriedade. Ele definia abertamente que a propriedade deveria incluir as vidas e liberdades das pessoas, bem como suas riquezas. Quando as pessoas combinam seu trabalho com seu ambiente, os direitos de propriedade são criados. Em suas palavras em Dois Tratados sobre o Governo (1689),
Deus deu o mundo aos homens em comum ... No entanto, todo homem tem uma propriedade em sua própria pessoa. O trabalho de seu corpo e a obra das suas mãos, podemos dizer que são propriamente dele. Que seja, então, que ele retire do estado em que a natureza a forneceu e deixou-o, ele se misture com seu trabalho, e se junte a algo que é ele próprio, e, portanto, torna-a sua propriedade.
Locke estava argumentando que não apenas o governo deveria cessar a interferência na propriedade das pessoas (em suas "vidas, liberdades, estados") mas também que isso deveria funcionar positivamente para assegurar sua proteção. Suas opiniões sobre preço e dinheiro foram deixadas em uma carta a um deputado em 1691, intitulada Some Considerations on the Consequences of the Lowering of Interest and the Raising of the Value of Money (1691). Nela, Locke argumentava que o "preço de qualquer matéria-prima aumenta ou diminui, na proporção do número de compradores e vendedores," uma regra que "existe universalmente para todas as coisas que são compradas e vendidas".

### Dudley North

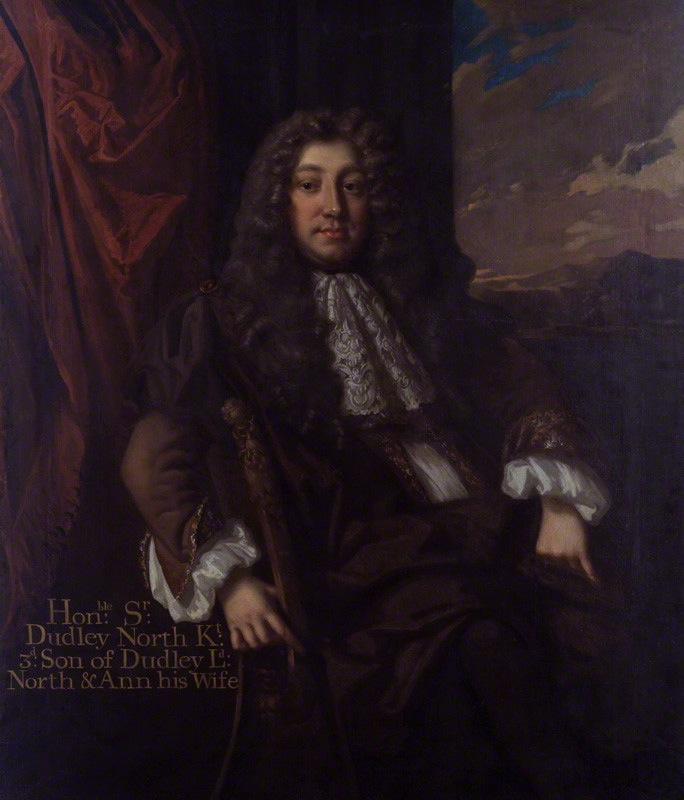
Dudley North argumentou que os resultados da política mercantilista seriam indesejáveis.

Dudley North (1641-1691) foi um mercador e proprietário de terras rico. Ele trabalhava como um oficial para o Tesouro e se opunha a maioria das políticas mercantilistas. Em seu Discursos sobre o comércio (1691), que ele publicou anonimamente, ele argumentou que a suposição da necessidade de uma balança comercial favorável estava errada. O comércio, ele argumentou, beneficia ambos os lados e promove a especialização da divisão do trabalho, produzindo um aumento na riqueza para a coletividade. A regulação do comércio interferia nesses benefícios ao reduzir o fluxo de riqueza.

### David Hume
David Hume (1711–1776) concordava com a filosofia de North e denunciou as suposições mercantilistas. Suas contribuições foram estabelecidas em Discursos Políticos (Political Discourses, 1752), e mais tarde consolidadas em seu Essays, Moral, Political, Literary (1777). Além do fato de que era indesejável a obtenção de uma balança comercial favorável, ela também era impossível, segundo Hume. Ele afirmou que qualquer excedente de exportações que poderia ser alcançado seria pago pelas importações em ouro e prata. Isto aumentaria o dinheiro circulante, causando a elevação dos preços. Isso, por sua vez, causaria um declínio nas exportações até que o balanço se restaurasse com as importações.

## O fluxo circular

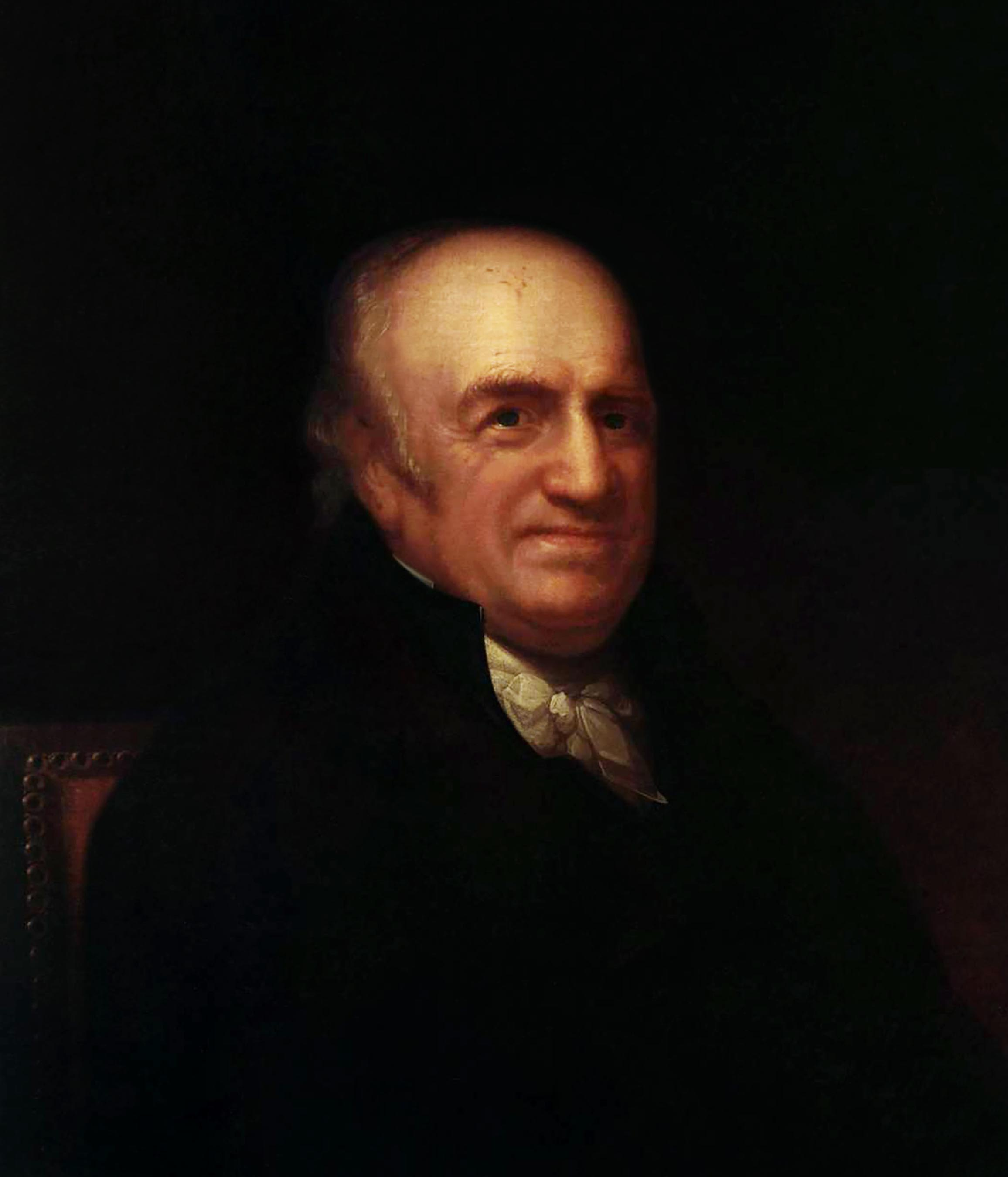
Pierre Samuel du Pont de Nemours, um proeminente fisiocrata emigrante dos Estados Unidos, fundou com seu filho a DuPont, a segunda maior empresa química do mundo.

Da mesma forma desencantado com a regulação sobre o comércio inspirado pelo mercantilismo, um francês chamado Vincent de Gournay (1712-1759) é considerado o homem que perguntou por que é tão difícil exercer a política do laissez-faire, laissez passer (livre empreendedorismo, livre comércio). Ele foi um dos primeiros fisiocratas, uma palavra vinda do grego e que significa "governo da natureza", que defendiam que a agricultura era a fonte da riqueza. Como o historiador David B. Danbom escreveu, os fisiocratas "culpavam as cidades por sua artificialidade e pediam um estilo de vida mais natural. Eles celebravam os agricultores." No final do século XVII e começo do século XVIII, foram alcançados grandes avanços nas ciências naturais e anatomia, incluindo a descoberta do sistema circulatório no corpo humano. Esse conceito foi espelhado na teoria econômica dos fisiocratas, com a noção de um fluxo circular de renda na economia.
François Quesnay (1694–1774) era o físico da corte do Rei Luís XV de França. Ele acreditava que o comércio e indústria não eram fontes de riqueza e, ao invés disso, em seu livro Tableau Économique (1758), argumentou que os excedentes da agricultura, ao fluir pela economia na forma de renda, salários e compras, era os reais motores econômicos. Primeiramente, Quesnay disse que a regulação impede o fluxo de renda por todas as classes sociais e, portanto, o desenvolvimento econômico. Em segundo lugar, os impostos sobre as classes produtivas, tais como os agricultores, deveriam ser reduzidos em favor dos aumentos das classes improdutivas, tais como os proprietários de terra, visto que seu estilo de vida luxuoso distorce o fluxo de renda.
Anne Robert Jacques Turgot (1727–1781) nasceu em Paris e era de uma antiga família normanda. Sua obra mais conhecida, Réflexions sur la formation et la distribution des richesses (1766, Reflexões sobre a Formação e Distribuição de Riqueza) desenvolveu a teoria de Quesnay de que a terra é a única fonte de riqueza. Turgot via a sociedade em termos de três classes: a classe agrícola produtiva, a classe dos artesãos assalariados classe stipendice) e a classe dos proprietários de terra (classe disponible). Ele argumentava que apenas o produto líquido da terra deveria ser taxado e defendia a liberdade completa do comércio e indústria. Em agosto de 1774, Turgot foi nomeado Ministro das Finanças e no intervalo de dois anos introduziu muitas medidas antimercantilistas e antifeudais apoiadas pelo Rei. Uma afirmação de seus princípios, dado ao rei, era "sem falência, sem aumentos de impostos, sem empréstimos". O último desejo de Turgot era ter uma única taxa sobre a terra e abolir todos os outros impostos indiretos, mas as medidas que ele havia introduzido antes sofreram forte oposição dos interesses dos proprietários de terra. Dois decretos em particular, um que suprimia a corveia (taxa de fazendeiros para aristocratas) e outro que acabava com privilégios dados às guildas, inflamaram a opinião pública. Ele foi forçado a renunciar em 1776.

## Adam Smith eA Riqueza das Nações

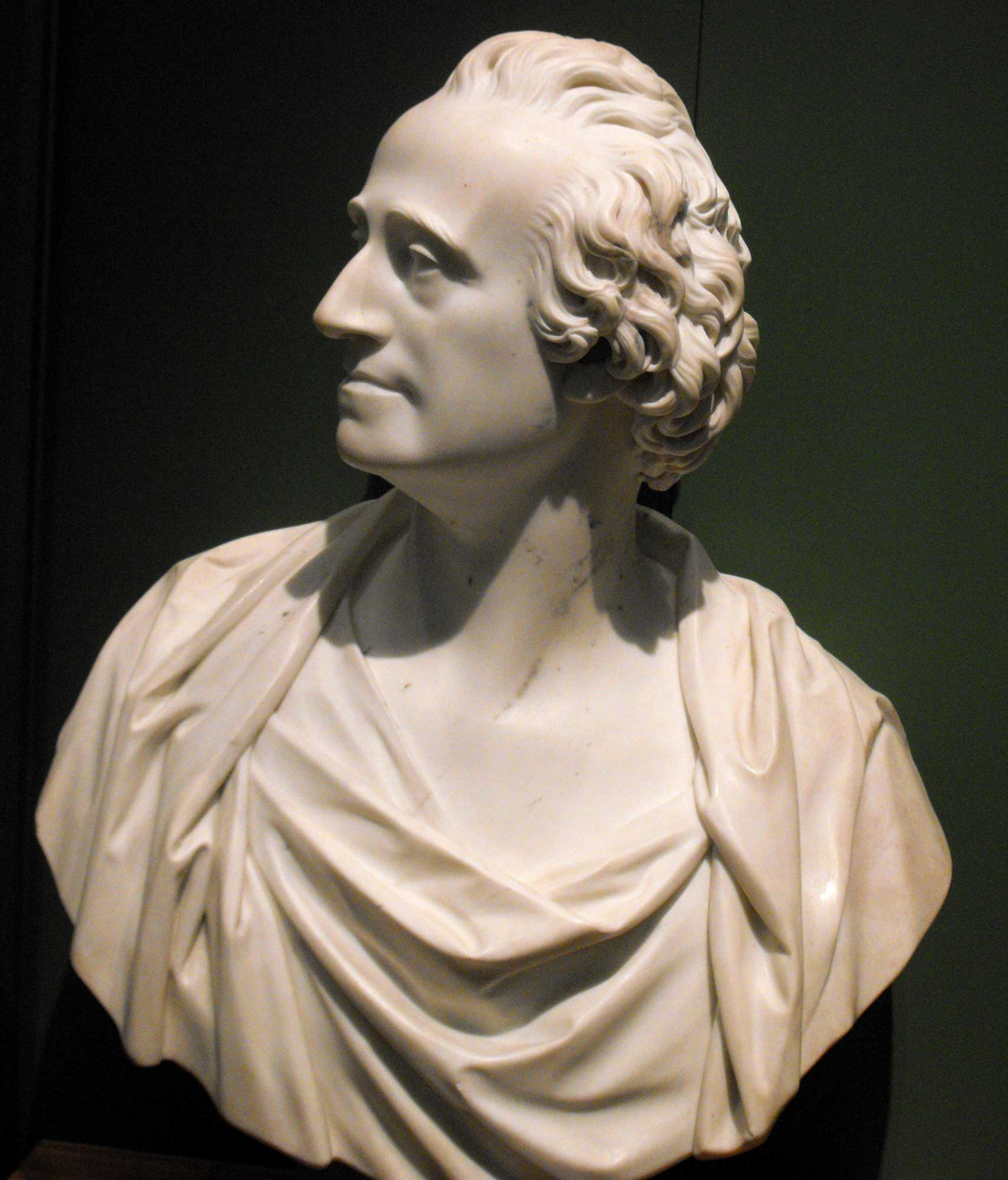
Adam Smith, o pai da moderna economia política.

Adam Smith (1723–1790) é popularmente conhecido como o pai da moderna economia política. Sua publicação de A Riqueza das Nações em 1776 coincidiu não apenas com a Revolução Americana, logo antes de a Europa presenciar levantes da Revolução Francesa, mas também com o início de uma nova Revolução Industrial que permitiu a criação de mais riqueza em grande escala do que nunca antes. Smith era um filósofo moral escocês, cuja primeira obra foi Teoria dos sentimentos morais (1759). Ele defendia neste livro que os sistemas éticos das pessoas se desenvolvem através das relações pessoais com outros indivíduos, que o certo e o errado são sentidos através das reações dos outros ao comportamento de alguém. Ele deu a Smith mais popularidade que seu livro seguinte, A Riqueza das Nações, que o público geral, inicialmente, ignorou. No entanto, o magnum opus econômico político de Smith obteve sucessos nos círculos em que importava.

### Contexto
William Pitt, o Primeiro-ministro no final da década de 1780, baseou suas propostas tributárias nas ideias de Smith e defendeu o livre-comércio como um discípulo devoto de A Riqueza das Nações. Smith foi nomeado comissário da Vossa Majestade e por vinte anos Smith foi seguido pela nova geração de escritores que almejavam a construção da ciência da economia política.

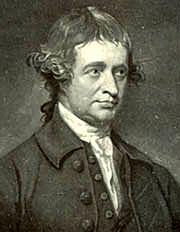
Edmund Burke.

Smith expressou uma afinidade às opiniões de Edmund Burke, conhecido abertamente como um filósofo político e deputado.
"Burke é o único homem que já conheci que pensa nos assuntos econômicos exatamente como eu penso sem qualquer comunicação prévia entre nós".
Burke foi um economista político, reconhecido pelo seu livro Thoughts and Details on Scarcity. Ele era um grande crítico das políticas liberais, e condenou a Revolução Francesa, que começou em 1789. Em Reflections on the Revolution in France (1790) ele escreveu que a "era da cavalaria está morta, aquela que os sofistas, economistas e calculadores sucederam, e a glória da Europa está extinta para sempre." As influências contemporâneas de Smith incluíam François Quesnay e Jacques Turgot, que ele encontrou em uma viagem a Paris, e David Hume, seu compatriota escocês. A época produzia uma necessidade comum entre os pensadores de explicar os levantes sociais da Revolução Industrial, e no caos visível sem as estruturas feudais e monárquicas da Europa, mostrar que ainda havia ordem.

### A mão invisível
Smith defendia um "sistema de liberdade natural" onde o esforço individual era o produtor do bem social. Smith acreditava que até os egoístas na sociedade são mantidos sob controle e trabalham pelo bem de todos quando agem em um mercado competitivo. Os preços, na maioria das vezes, não representavam o verdadeiro valor de bens e serviços. Após John Locke, Smith pensava que o verdadeiro valor das coisas derivava da quantidade de trabalho investido nelas.
"Todo homem é rico ou pobre de acordo com o grau em que ele pode se dar ao luxo de desfrutar as coisas necessárias, conveniências e diversões da vida humana. Mas depois que a divisão do trabalho passou a ocorrer, é apenas uma pequena parte dele com o qual o trabalho do próprio homem pode supri-lo. Em sua maior parte ele deve derivar do trabalho das outras pessoas, e ele deve ser rico ou pobre de acordo com a quantidade de trabalho que ele pode comandar, ou que ele pode se dar ao luxo de comprar. O valor de qualquer mercadoria, portanto, para a pessoa que o possui, e que não pretende usá-lo ou consumi-lo, mas sim trocá-lo por outras mercadorias, é igual a qualquer coisa, o que todas as coisas realmente custam ao homem que necessita adquiri-la, é o trabalho e as dificuldades de adquiri-lo."

Quando os açougueiros, os cervejeiros e os padeiros agem em uma economia de mercado aberto, sua busca pelo auto-interesse, segundo Smith, paradoxalmente leva o processo a corrigir os preços da vida real a seus valores justos. Sua afirmação clássica sobre competição afirma que:
"Quando a quantidade de qualquer produto que é trazido ao mercado está abaixo da demanda efetiva, todos aqueles que desejam pagar... não podem dispor da quantidades que eles querem... Alguns deles irão desejar dar mais. Uma competição irá começar entre eles, e o preço de mercado subirá... Quando a quantidade trazida ao mercado excede a demanda efetiva, ela não pode ser toda vendida para aqueles que estão querendo pagar todo o valor do aluguel, salários e lucro que deve ser pago para trazê-lo a si... O preço de mercado diminuirá..."
Smith acreditava que um mercado produzia o que ele chamava de "progresso da opulência". Isto envolvia uma cadeia de conceitos, com a divisão do trabalho sendo o condutor da eficiência econômica, apesar de ela ser limitada ao processo de abertura dos mercados. Tanto a divisão do trabalho quanto a abertura do mercado exigem uma acumulação de capital mais intensa pelos empreendedores e líderes das empresas e indústrias. O sistema inteiro é baseado na manutenção dos direitos de propriedade.

### Limitações

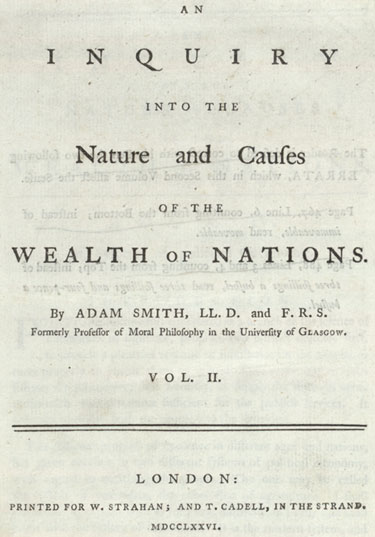
A primeira página do livro de Adam Smith.

A visão de Smith sobre uma economia de mercado livre, baseado no direito de propriedade, acumulação de capital, abertura de mercados e uma divisão do trabalho contrastava com a tendência mercantilista de tentar "regular todas as ações malignas dos humanos". Smith acreditava que havia três funções legítimas do governo. A primeira função era:
"... erguer e manter certas obras públicas e certas instituições públicas, que nunca poderiam ser utilizadas ao interesse de qualquer indivíduo ou pequeno grupo de indivíduos, para erguer e manter... qualquer sistema que se esforça.. para chamar para uma espécie particular de indústria uma maior participação do capital da sociedade do que naturalmente iria para lá... retarda, ao invés de acelerar, o progresso da sociedade para uma riqueza e grandeza reais."
Além da necessidade da liderança pública em certos setores, Smith argumentava que, em segundo lugar, os cartéis eram indesejáveis devido ao seu potencial de limitar a produção e qualidade dos bens e serviços. Em terceiro lugar, Smith criticou o apoio do governo a qualquer tipo de monopólio, que sempre impõe o preço mais alto "que pode ser suportado pelos compradores."
A existência de monopólios e cartéis, que mais tarde iriam formar o núcleo da política do direito da concorrência, poderia distorcer os benefícios dos mercados livres às custas da soberania do consumidor.

## Economia política clássica

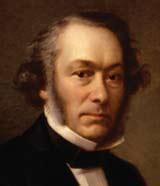
Richard Cobden, um dos expoentes da Escola de Manchester.

Os economistas clássicos foram considerados como um grupo pela primeira vez por Karl Marx. Uma parte unificada de suas teorias era a teoria do valor-trabalho, contrastando com a derivação do valor a partir de um equilíbrio geral de oferta e demanda. Esses economistas viram as primeiras transformações econômicas e sociais trazidas pela Revolução Industrial: êxodo rural, precariedade, pobreza, aparição da classe operária. Eles se perguntavam sobre o crescimento populacional, pois a transição demográfica havia começado na Grã-Bretanha naquela época. Eles também fizeram muitas questões fundamentais, sobre a origem do valor, as causas do crescimento econômico e o papel do dinheiro na economia. Eles apoiavam uma economia de livre mercado, argumentando que ele era um sistema natural baseado na liberdade e propriedade. No entanto, esses economistas estavam divididos e não formaram uma corrente unificada de pensamento.
Uma corrente notável dentro da economia clássica foi a teoria do subconsumo, como antecedido pela Birmingham School e Malthus no começo do século XIX. Eles argumentaram que o governo deveria combater o desemprego e as crises econômicas, e foi um intelectual predecessor do que mais tarde se tornaria a escola keynesiana na década de 1930. 
Outra notável foi a Escola de Manchester, que defendia o livre comércio e que era contra a anterior política do mercantilismo. Na década de 1830, John Bright e Richard Cobden dentre outros integrantes desta escola, criaram a bem-sucedida Anti-Corn Law League  objetivando abolir as leis de importação de cereais (as Corn Laws) que encareciam os alimentos no Reino Unido durante a primeira metade do século XIX.

### Jeremy Bentham

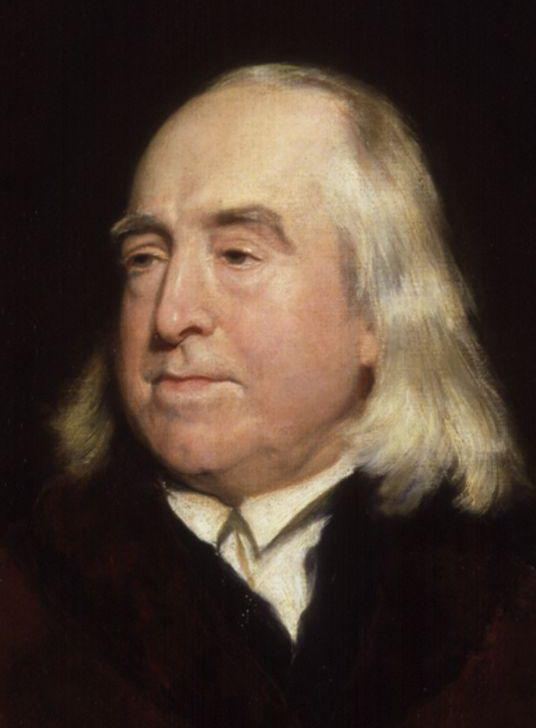
Jeremy Bentham acreditava no "maior bem para o maior número".

Jeremy Bentham (1748–1832) foi talvez o pensador mais radical de seu tempo, além de ter desenvolvido o conceito do utilitarismo. Bentham era um ateísta, um defensor da reforma penitenciária, ativista dos direitos dos animais, sufrágio universal, liberdade de expressão, livre-comércio e plano de saúde em uma época na qual poucos ousavam tomar essa posição. Ele foi educado rigorosamente desde criança, terminando a universidade e virando um advogado aos 18 anos. Seu primeiro livro, A Fragment on Government (1776), publicado anonimamente, foi uma crítica radical a Commentaries of the laws of England de William Blackstone. Este livro obteve grande sucesso até ser descoberto que era o jovem Bentham, e não um professor experiente, que o havia escrito. Em The Principles of Morals and Legislation (1791), Bentham apresentou sua teoria da utilidade.
O objetivo da política legal deve ser diminuir a miséria e o sofrimento na medida do possível produzindo a maior felicidade para o maior número de pessoas. Bentham até projetou uma metodologia compreensiva para o cálculo da felicidade agregada na sociedade que uma lei em particular produziu, um cálculo da felicidade. A sociedade, argumentou Bentham, é nada mais que o total de indivíduos, de modo que, se alguém visar produzir um bem social líquido, então será necessário assegurar que um maior nível de prazer seja experimentado por todas as classes sociais do que a dor, independentemente de números. Por exemplo, uma lei propõe-se a fazer todos os ônibus da cidade acessíveis a cadeiras de rodas, mas se movendo mais lentamente devido ao novo projeto de veículo. Milhões de usuários de ônibus, portanto, experimentariam uma pequena quantidade de desprazer (ou "sofrimento") em tráficos e tempo de viagem maiores, mas uma minoria de pessoas usando cadeiras de rodas experimentará uma grande quantia de prazer por serem capazes de usar o transporte público, o que compensa o desprazer agregado dos outros usuários. Comparações interpessoais de utilidade foram permitidas por Bentham, a ideia de que o prazer maior de uma pessoa pode valor mais do que a dor de muitos outros. Muitas críticas mostraram mais tarde como isto poderia ser pouco claro. Por exemplo, o cálculo da felicidade permitiria um ditador extremamente feliz compensar a miséria sofrida pela população explorada? Apesar da metodologia de Bentham, havia alguns obstáculos na medida da felicidade das pessoas.

### Jean-Baptiste Say

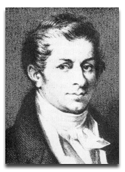
A Lei de Say, que afirma que toda oferta gera sua demanda, foi incontestável até o século XX.

Jean-Baptiste Say (1767–1832) foi um francês nascido em Lyon que ajudou a popularizar a obra de Adam Smith na França. Seu livro, Um Tratado de Política Econômica (1803, A Treatise on Political Economy) contém uma breve passagem, que mais tarde se tornaria uma ortodoxia na economia política até a Grande Depressão e que era conhecida como a Lei de Say dos mercados. Say afirmava que nunca poderia existir uma deficiência geral de demanda ou um excesso geral de mercadorias na economia. As pessoas produzem coisas, dizia Say, para preencher suas próprias necessidades, ao invés das necessidades dos outros. A produção não é, portanto, uma questão de oferta, mas uma indicação de produtores demandando bens. Say concordava que uma parte da renda é poupada pelas famílias, mas no longo prazo, as poupanças são investidas. O investimento e o consumo são os dois elementos da demanda, e, por isso, a produção é a demanda, sendo impossível para a produção superar a demanda, ou haver uma "inundação" da oferta. Say também afirmou que a moeda é neutra, porque seu único papel é facilitar as transações: portanto, as pessoas demandam dinheiro apenas para comprar mercadorias. Say dizia que o "dinheiro é um véu". Para somar essas duas ideias, Say disse que "os produtos são trocados por produtos". No máximo, haverá diferentes setores econômicos cujas demandas não são preenchidas. Mas com o passar do tempo, as ofertas irão se desolar, as empresas irão se reequipar para diferentes produções e o mercado se corrigirá a si mesmo. Um exemplo de uma "inundação geral" poderia ser o desemprego, em outras palavras, uma grande oferta de trabalhadores para poucos empregos. Os defensores da lei de Say sugeririam que ela necessariamente significa que há um excesso de demanda por outros produtos que se auto-corrigirão. Ela permaneceu como uma das bases da teoria econômica até a década de 1930. A lei de Say foi apresentada pela primeira vez em inglês por James Mill (1773-1836), e foi defendida por David Ricardo, Henry Thornton e John Stuart Mill. No entanto, dois economistas políticos, Thomas Malthus e Sismondi, não ficaram convencidos.

### Thomas Malthus

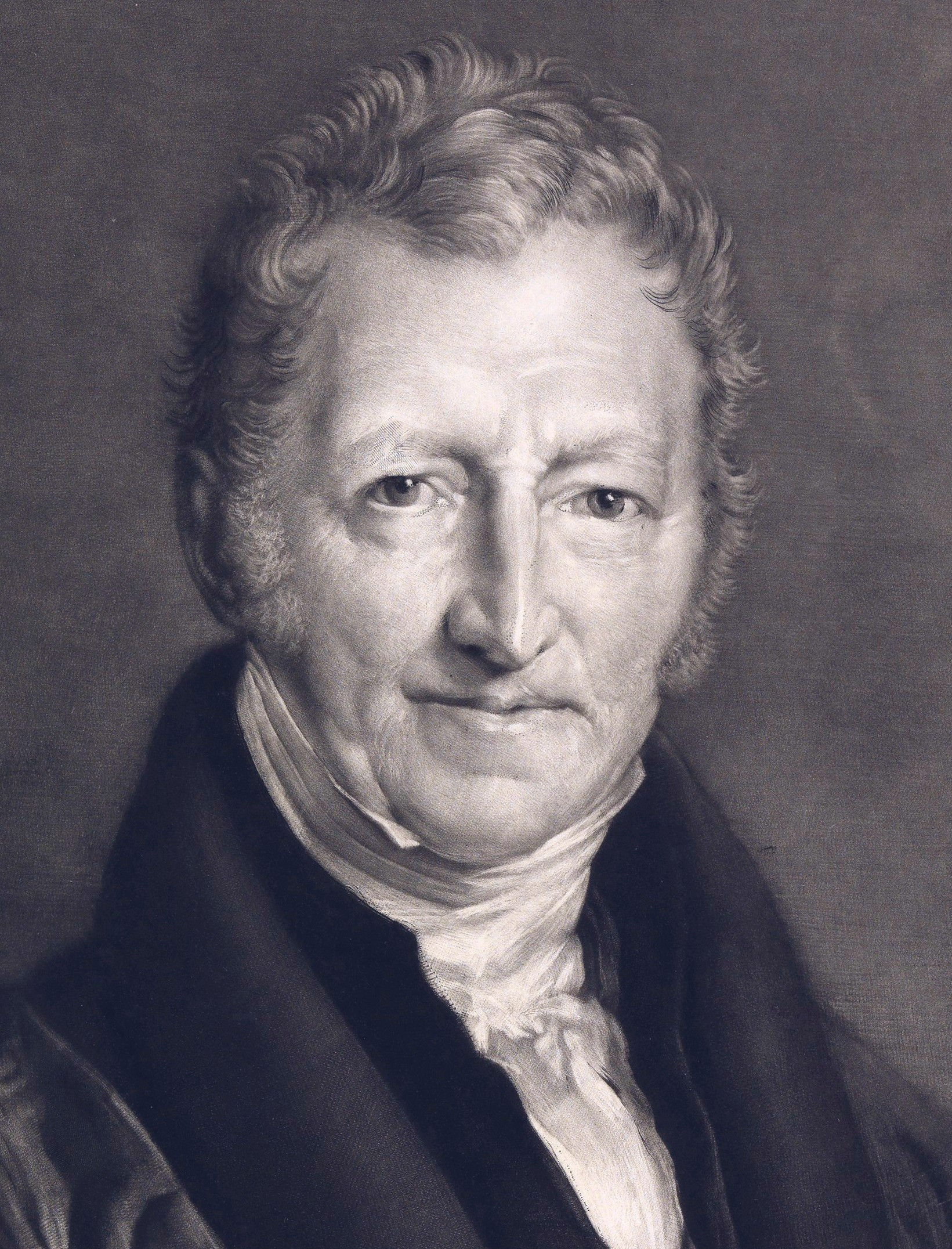
Malthus alertou os legisladores sobre os efeitos das políticas de redução da pobreza.

Thomas Malthus (1766–1834) foi um ministro conservador do Parlamento do Reino Unido que, contrastando com Bentham, acreditava na abstenção absoluta do governo dos males sociais. Malthus devotou o último capítulo de seu livro Principles of Political Economy (1820) para refutar a lei de Say, e argumentou que a economia poderia estagnar com uma falta de "demanda efetiva". Em outras palavras, os salários, se forem menores que os custos totais de produção, não conseguem comprar o produto total da indústria  e isso causaria a diminuição dos preços. A queda no preço diminui o incentivo ao investimento, e a espiral continuaria indefinidamente. Malthus é mais conhecido, no entanto, por sua obra anterior, An Essay on the Principle of Population. Ele argumentava que a intervenção era impossível devido a dois fatores. "O alimento é necessário para a existência do homem," escreveu Malthus. "A paixão entre os sexos é necessária e permanecerá aproximadamente em seu estado atual," ele afirmou, dizendo que o "poder da população é infinitamente maior que o poder da Terra de produzir subsistência para o homem." Não obstante, o crescimento populacional é marcada pela "miséria e pelo vício". Qualquer aumento nos salários das massas causaria apenas um crescimento temporário na população, que, dadas as restrições na oferta da produção da Terra, levaria à miséria, vícios e reajustes em direção à população original. Entretanto, mais trabalho poderia significar mais crescimento econômico, sendo que um dos quais seria capaz de ser produzido por uma acumulação de capital.

### David Ricardo

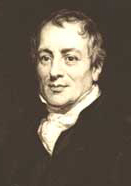
David Ricardo é reconhecido por sua lei das vantagens comparativas.

David Ricardo (1772–1823) nasceu em Londres. Com 26 anos, ele havia se tornado um rico operador do mercado de ações e obteve um assento eleitoral na Irlanda para obter uma plataforma na Câmara dos Comuns do Parlamento do Reino Unido. A obra mais conhecida de Ricardo é Principles of Political Economy and Taxation,  que contém sua crítica contra as barreiras ao comércio internacional e uma descrição da maneira como a renda é distribuída na população. Ricardo fez uma distinção entre os trabalhadores, que recebiam um salário fixo em um nível no qual eles conseguiam sobreviver, os proprietários de terras, que recebiam uma renda da terra, e os capitalistas, que possuíam capital e recebiam lucro, uma parte residual da receita. Se a população cresce, torna-se necessário cultivar terras adicionais, cuja fertilidade é menor que a dos campos já cultivados, devido à lei da produtividade decrescente. Portanto, o custo da produção do trigo aumenta, bem como o preço do trigo: As rendas da terra aumentam também os salários, indexados à inflação (pois eles precisam possibilitar a subsistência dos trabalhadores). Os lucros diminuem, até que os capitalistas não consigam mais investir. A economia, concluiu Ricardo, é obrigada a tender a um estado estacionário.
Para adiar o estado estacionário, Ricardo defende a promoção do comércio internacional para se importar trigo a um baixo preço para combater os proprietários de terra. A Corn Laws da Inglaterra foi aprovada em 1815, definindo um sistema flutuante de tarifas para estabilizar o preço do trigo no mercado doméstico. Ricardo argumentou que o aumento nas tarifas, apesar de visar beneficiar a renda dos agricultores, produziria meramente um aumento nos preços das rendas da terra que iriam para os bolsos dos proprietários de terra. Além disso, o trabalho a mais seria empregado, levando a um aumento no custo dos salários e, portanto, reduzindo as exportações e os lucros provenientes dos negócios exteriores. A economia, para Ricardo, se restringia à relação entre três "fatores de produção": terra, trabalho e capital. Ricardo demonstrou matematicamente que os ganhos com o comércio poderiam compensar as vantagens percebidas pela política protecionista. A ideia da vantagem comparativa sugere que mesmo se um país é inferior, em relação a outro, na produção de todos os bens, ele ainda pode se beneficiar da abertura de suas fronteiras, visto que o influxo de bens produzidos com menor custo do que em casa produz um ganho para os consumidores domésticos. De acordo com Ricardo, esse conceito levaria a um deslocamento nos preços, de modo que, eventualmente, a Inglaterra produziria bens nos quais suas vantagens comparativas fossem mais altas.

### John Stuart Mill
John Stuart Mill (1806–1873) era a figura dominante do pensamento econômico político de sua época, bem como foi um Deputado por Westminter, e um líder filósofo político. Mill foi uma criança prodígio, lendo sobre a Grécia Antiga a partir dos 3 anos e sendo vigorosamente educado pelo seu pai, James Mill. Jeremy Bentham foi um mentor íntimo e amigo de família, sendo Mill foi fortemente influenciado  por David Ricardo. O livro-texto de Mill, publicado pela primeira vez em 1848 e intitulado Principles of Political Economy, foi essencialmente um sumário da sabedoria econômica de meados do século XIX. Ele foi usado como o texto padrão pela maioria das universidades no início do século XX. Sobre a questão do crescimento econômico, Mill tentou achar um meio termo entre a posição de Adam Smith das oportunidades cada vez maiores para o comércio e inovação tecnológica e a visão de Thomas Malthus dos limites inerentes da população. Em seu quarto livro, Mill definiu inúmeros possíveis futuros resultados, ao invés de prever um em particular. A primeira seguia a linha maltusiana de que a população crescia mais rápido que a oferta, levando a salários decrescentes e lucros crescentes. A segunda, seguindo Smith, dizia que, se a economia crescesse mais rápido que a população, então os salários reais subiriam. A terceira, ecoando David Ricardo, previa que se o capital acumulasse e a população aumentasse à mesma taxa, com a tecnologia ficando estável, não haveria mudanças nos salários reais porque a oferta e a demanda por trabalho seriam a mesma. Entretanto, populações crescentes exigiriam um maior uso da terra, aumentando os custos de produção de alimento e, portanto, diminuindo os lucros. A quarta alternativa era a de que a tecnologia avançava mais rápido que a população e o estoque de capital. O resultado seria uma economia próspera. Mill sentia que o terceiro cenário era mais plausível, e ele assumiu que os avanços na tecnologias teriam um fim em algum momento. Mas, com a perspetiva do crescimento econômico continuar, Mill era mais ambivalente.
"Eu confesso que não estou encantado com o ideal de vida sustentado por aqueles que pensam que o estado normal do ser humano é o de lutar para alcançá-lo, em que o atropelamento, esmagamento e cotoveladas uns nos outros, que forma o tipo existente de vida social, é o destino mais desejável da espécie humana, ou qualquer coisa senão os sintomas desagradáveis de uma das fases do progresso industrial.
Mill também é creditado por ser a primeira pessoa a falar sobre oferta e demanda como uma relação ao invés de meras quantidades de bens no mercado, o conceito de custo de oportunidade e a rejeição da doutrina do fundo salarial.

## Capitalismo e Marx

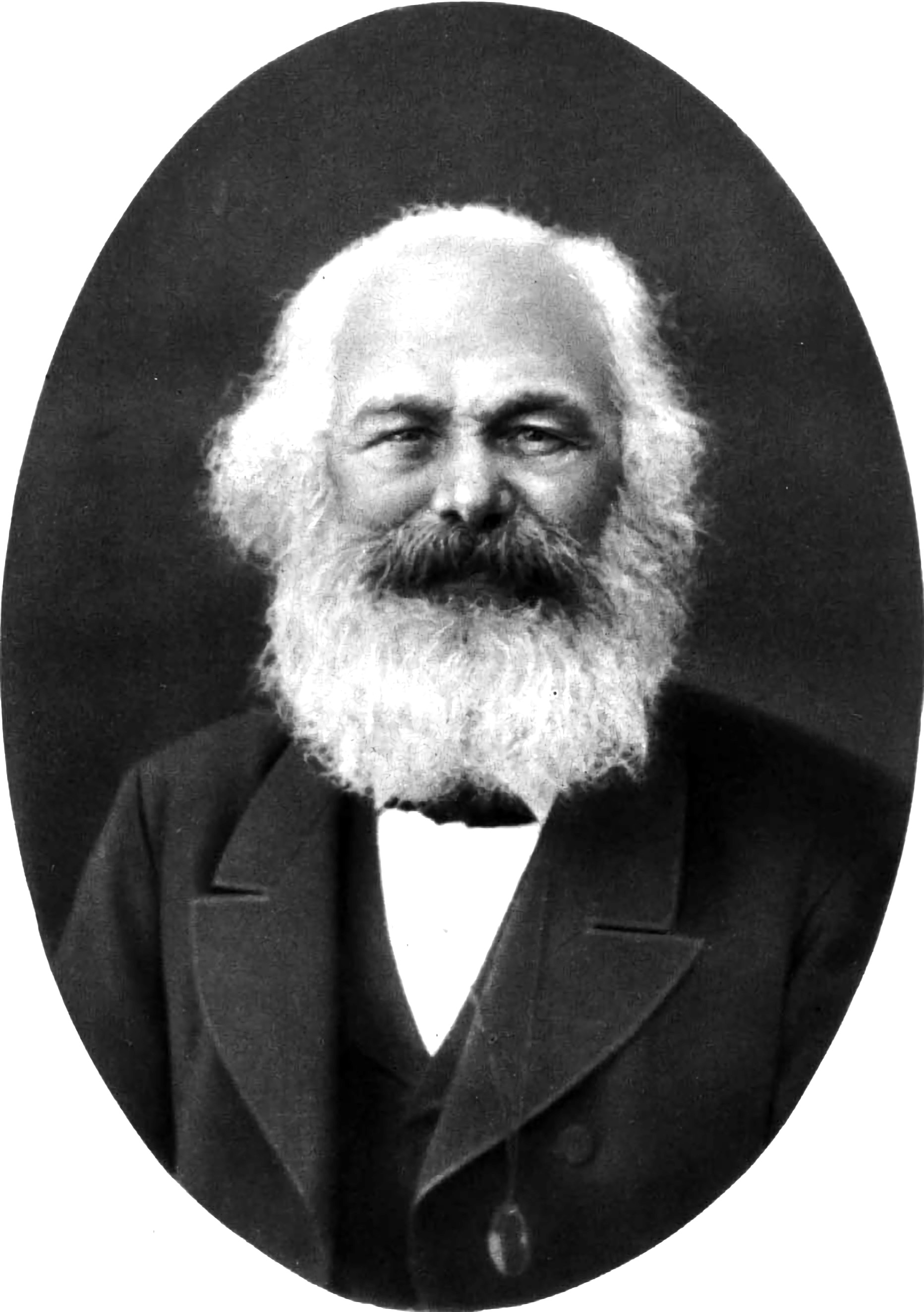
Karl Marx forneceu uma crítica fundamental à economia clássica, baseado na teoria do valor-trabalho.

Assim como o termo "mercantilismo" foi cunhado e popularizado por seus críticos, como Adam Smith, ocorreu o mesmo com o termo "capitalismo" ou Kapitalismus, usados por seus dissidentes, principalmente por Karl Marx. Karl Marx (1818–1883) era, e de muitas formas ainda permanece como, um economista socialista proeminente. Sua combinação de teoria política representada no Manifesto Comunista e a teoria dialética da história, inspirado por Hegel, forneceram uma crítica revolucionária ao capitalismo como ele o via no século XIX. O movimento socialista ao qual ele se juntou emergiu em resposta às condições do povo na nova era industrial e à economia clássica que as acompanhava. Ele escreveu sua principal obra, O Capital, na biblioteca do Museu Britânico.

### Contexto

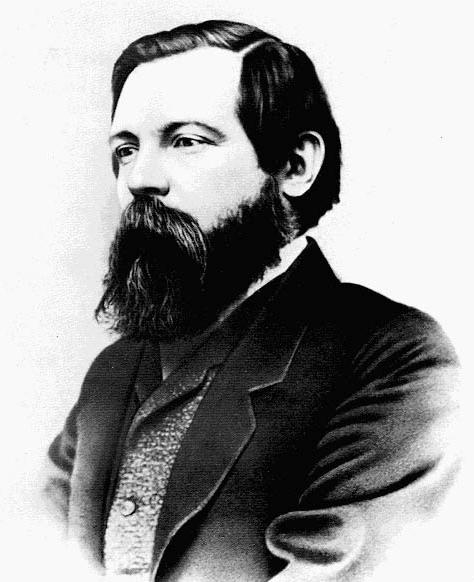
Com Marx, Friedrich Engels escreveu o Manifesto Comunista, e o segundo volume de O Capital.

Robert Owen (1771–1858) foi um industrialista que se determinou a melhorar as condições de seus trabalhadores. Ele comprou fábricas têxteis em New Lanark, Escócia, onde ele proibiu crianças com menos de 10 anos de idade de trabalhar, definiu a jornada de trabalho das 6 horas da manhã até as 7 horas da noite e forneceu escolas noturnas para crianças. Medidas tão pequenas ainda eram melhoramentos substanciais e sua empresa permaneceu solvente através da maior produtividade, embora seus salários fossem mais baixos que a média nacional. Ele publicou sua opinião em The New View of Society (1816) durante a aprovação das leis das fábricas, mas sua tentativa a partir de 1924 de começar uma nova comunidade utópica em Nova Harmonia terminou sem sucesso. Uma das influência de Marx foi o anarquista/socialista francês Pierre-Joseph Proudhon. Apesar de ser um crítico ferrenho do capitalismo e defensor de que as associações de trabalhadores o substituísse, ele também foi contra seus socialistas contemporâneos que idealizaram uma associação centralizada controlada pelo estado. Em System of Economic Contradictions (1846) Proudhon fez uma crítica abrangente do capitalismo, analisando os efeitos contraditórios do maquinário, competição, propriedade, monopólio e outros aspectos da economia. Ao invés do capitalismo, ele defendeu um sistema mutualista "baseado na igualdade, - em outras palavras, a organização do trabalho, que envolve a negação da economia política e o fim da propriedade." Em seu livro O que é a propriedade? (1840) ele defende que a propriedade é um roubo, uma visão diferente que a do clássico Mill, que escreveu que a "tributação parcial é uma forma branda de roubo". No entanto, no final de sua vida, Proudhon modificou algumas de suas posições iniciais. No livro publicado postumamente Theory of Property (Teoria da Propriedade), ele defendeu que a "propriedade é o único poder que pode agir como um contrapeso ao estado". Friedrich Engels, um autor radical publicado, lançou um livro intitulado A Situação da Classe Trabalhadora na Inglaterra descrevendo as posições das pessoas como "o ápice mais revelado da miséria social em nossos dias". Após Marx morrer, foi Engels que completou o segundo volume de O Capital a partir das notas de Marx.

### O Capital

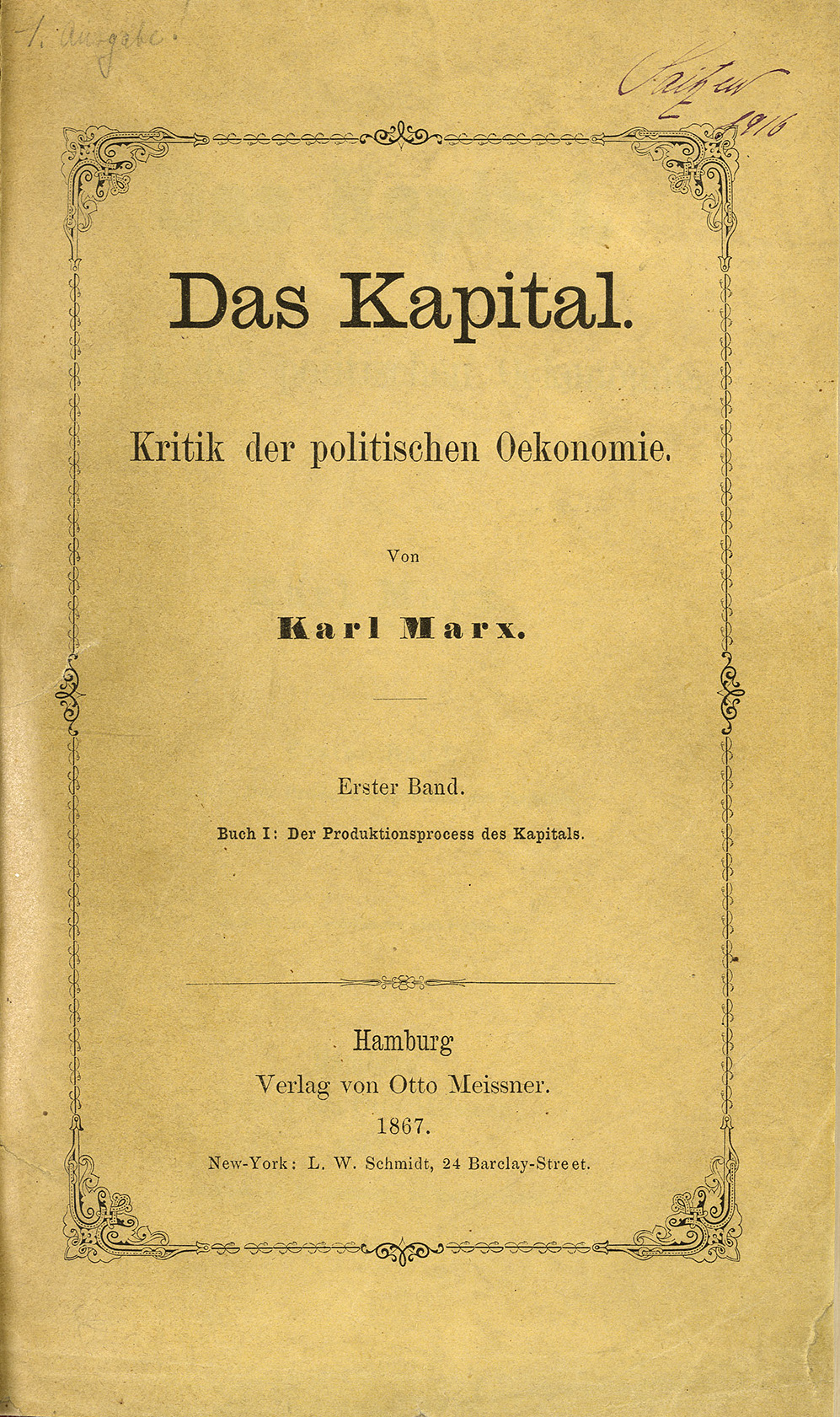
A capa da primeira edição do Capital em alemão.

Karl Marx começa O Capital com o conceito de mercadorias. Antes das sociedades capitalistas, diz Marx, o modo de produção era baseado na escravidão (e.g. na Roma Antiga) antes de se mover para a servidão feudal (e.g. na Idade Média). À medida que a sociedade avançava, a servidão econômica tornou-se mais frouxa, mas o nexo atual da troca de trabalho produziu uma situação igualmente errática e instável permitindo as condições para a revolução. As pessoas compram e vendem seu trabalho da mesma forma que elas compram e vendem bens e serviços. Elas próprias são mercadorias descartáveis. Como ele escreveu no Manifesto Comunista,
"Toda a história da sociedade existente é a história das lutas de classes. Liberdade e escravidão, patrícios e plebeus, senhor feudal e servo, mestre da guilda e aprendiz, em uma palavra, opressor e oprimido, em constante oposição um com o outro... A moderna sociedade burguesa que floresceu das ruínas da sociedade feudal não acabou com os antagonismos de classes. Limitou-se a estabelecer novas classes, novas condições de opressão, novas formas de luta no lugar das antigas".
Além disso, na primeira página de O Capital,
"A riqueza dessas sociedades nas quais o modo capitalista de produção prevalece, apresenta a si própria como 'uma imensa acumulação de mercadorias," com a sua unidade sendo uma única mercadoria. Nossa investigação precisa, então, começar com a análise de uma mercadoria.
O uso de Marx da palavra "mercadoria" está ligado a uma extensiva discussão metafísica da natureza da riqueza material, como os objetos da riqueza são percebidos e como eles podem ser usados. O conceito de uma mercadoria contrasta com os objetos do mundo natural. Quando as pessoas misturam seu trabalho com um objeto, ele torna-se uma "mercadoria". No mundo natural, há árvores, diamantes, minérios de ferro e pessoas. No mundo econômico, eles se tornam cadeiras, anéis, fábricas e trabalhadores. No entanto, diz Marx, as mercadorias têm uma natureza dual, um valor dual. Ele distingue o valor de uso de uma coisa de seu valor de troca, que podem ser inteiramente diferentes. O valor de uso de uma coisa deriva da quantidade de trabalho usada para produzi-la, diz Marx, seguindo os economistas clássicos na teoria do valor-trabalho. Entretanto, Marx não acreditava que o trabalho era a única fonte de valor de uso das coisas. Ele acreditava que o valor pode derivar também de bens naturais e refinou sua definição do valor de uso para "tempo de trabalho socialmente necessário (o tempo que as pessoas precisam para produzir coisas quando elas não são preguiçosas ou ineficientes). Além disso, as pessoas subjetivamente inflacionam o valor das coisas, por exemplo, por existir um fetiche da mercadoria para diamantes brilhantes, e relações de força opressivas envolvidas na produção da mercadoria. Esses dois fatores significam que os valores de troca difere bastante. Uma relação de poder opressiva, diz Marx aplicando a distinção uso/troca para o próprio trabalho, nas barganhas de trabalho-salário deriva do fato de que os empregadores pagam seus trabalhadores menos do que o "valor de troca" que os trabalhadores produzem do "valor de uso". A diferença compõe o lucro do capitalista, ou, na terminologia de Marx, a "mais-valia". Por isso, diz Marx, o capitalismo é um sistema de exploração.

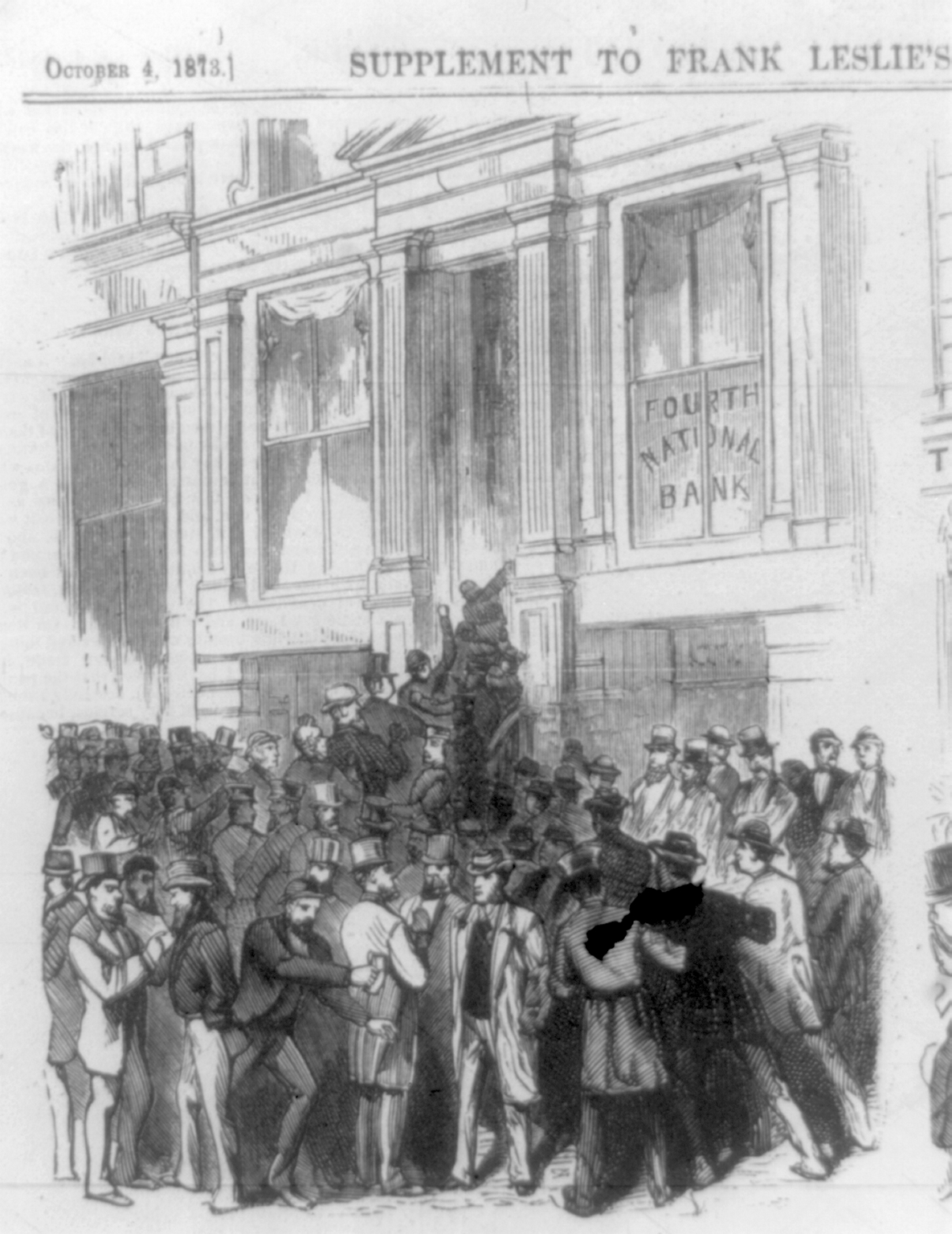
Marx explicou os altos e baixos, como o Pânico de 1873, como parte de uma instabilidade inerente na economia capitalista.

A obra de Marx transformou a teoria do valor-trabalho. Sua ironia obscura se aprofunda ao perguntar o que é o tempo de trabalho socialmente necessário para a produção do próprio trabalho (i.e. pessoas trabalhando). Marx responde que este é o mínimo para que as pessoas subsistam e se reproduzam com as habilidade necessárias na economia. As pessoas são, portanto, alienadas tanto em relação aos frutos da produção quanto aos meios de perceber seu potencial, psicologicamente, em sua posição oprimida no mercado de trabalho. Mas a história contada no lugar da exploração e alienação é a da acumulação de capital e do crescimento econômico. os empregadores estão constantemente sobre pressão da competição de mercado para fazer seus trabalhadores renderem mais, e no limite, investem na tecnologia substituidora de mão-de-obra (e.g. um robô empacotador em uma linha de montagem). Isto aumenta os lucros e expande o crescimento, mas gerando benefício somente para aqueles que possuem a propriedade privada desses meios de produção. A classe trabalhadora, enquanto isso, encara um progressivo empobrecimento, tendo o produto de seu trabalho explorado e alienados dos instrumentos da produção. E, perdendo seus empregos para as máquinas, eles acabariam desempregados. Marx acreditava que um exército industrial de reserva cresceria cada vez mais, impulsionando uma pressão para baixo nos salários visto que as pessoas desesperadas aceitariam trabalhar por menos. Mas isto produziria um déficit de demanda pois o poder de compra se reduziria. Haveria um excesso de produtos não vendidos, a produção seria cortada, os lucros se reduziriam até que a acumulação de capital diminuísse, alcançando uma depressão econômica. Quando a economia se ajustar, ela novamente começa a se expandir até que o próximo ciclo de baixa se reinicie. Com todos os altos e baixos e todas as crises capitalistas, pensava Marx, a tensão e o conflito entre as classes crescentemente polarizadas de capitalistas e trabalhadores aumentaria. Além disso, as firmas menores seriam engolidas pelas maiores em todos os ciclos econômicos, visto que o poder se concentra nas nãos de poucos. Em última análise, liderado por um Partido Comunista, Marx previa uma revolução e a criação de uma sociedade sem classes. Como ela funcionaria, Marx nunca sugeriu. Sua contribuição primária não era sobre a impressão de como a sociedade deveria ser, mas uma crítica ao que ele via.

### Após Marx
O primeiro volume de O Capital foi o único que Marx publicou sozinho. Os segundo e terceiro volumes foram feitos com a ajuda de Friedrich Engels, e Karl Kautsky, que se tornou um amigo de Engels, ajudou na publicação do volume quatro.
Marx tinha começado uma tradição de economistas que se concentravam igualmente nos assuntos políticos. Também na Alemanha, Rosa Luxemburg foi um membro do Partido Social-Democrata da Alemanha, que mais tarde se transformaria no Partido Comunista da Alemanha devido a sua posição contra a Primeira Guerra Mundial. Beatrice Webb, na Inglaterra, era uma socialista que ajudou a fundar a London School of Economics (LSE) e o socialismo fabiano.

## Pensamento neoclássico
Na década de 1860, uma revolução ocorreu na economia. As novas ideias vieram com a escola marginalista. Escrevendo simultânea e independentemente, um francês (Léon Walras), um austríaco (Carl Menger) e um inglês (William Stanley Jevons) foram desenvolvendo a teoria, que possuía alguns antecedentes. Ao invés do preço de um bem ou serviço refletir o trabalho que o produziu, ele reflete a utilidade marginal da última compra. Isto significava que no equilíbrio as preferências das pessoas determinavam os preços, incluindo indiretamente o preço do trabalho.
Esta corrente de pensamento não era unida, e havia três escolas principais trabalhando independentemente. A escola de Lausanne, cujos dois principais representantes eram Walras e Vilfredo Pareto, desenvolveu as teorias do equilíbrio de mercado e de eficiência de Pareto. A principal obra escrita desta escola foi Elements of Pure Economics, de Walras. A escola de Cambridge apareceu com Theory of Political Economy, de Jevons, em 1871. Esta escola inglesa desenvolveu as teorias de equilíbrio parcial e insistiu nas falhas de mercado. Os principais representantes foram Alfred Marshall, William Stanley Jevons e Arthur Pigou. A Escola de Viena foi formada dos economistas austríacos Menger, Eugen von Böhm-Bawerk and Friedrich von Wieser. Eles desenvolveram a teoria do capital e tentaram explicar a existência das crises econômicas. Ela apareceu em 1871 com Principles of Economics, de Menger.

### Utilidade marginal

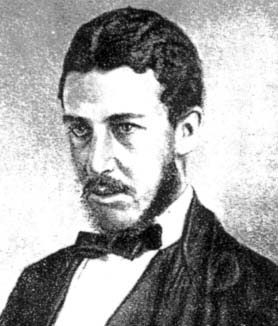
William Stanley Jevons ajudou a popularizar a teoria da utilidade marginal.

Carl Menger (1840–1921), um economista austríaco formulou o princípio básico da utilidade marginal em Grundsätze der Volkswirtschaftslehre 1871, Principles of Economics). Os consumidores agem racionalmente ao buscar maximizar a satisfação de todas as suas preferências. As pessoas alocam seus gastos de uma forma que a última unidade de uma mercadoria comprada crie não mais do que a última unidade comprada de outra coisa. Stanley Jevons (1835–1882)  foi sua contraparte inglesa, e trabalhou como tutor e mais tarde professor na Victoria University of Manchester e na University College London. Ele enfatizou em  Theory of Political Economy (1871) que, na margem, a satisfação dos bens e serviços diminui. Um exemplo da lei dos rendimentos decrescentes é o de que, a cada laranja que alguém come, menos prazer é obtido da última laranja (até que se pare de comer). Em seguida, Léon Walras (1834–1910), de novo trabalhando independentemente, generalizou a teoria marginal na economia em Elements of Pure Economics (1874). Pequenas mudanças nas preferências das pessoas, por exemplo mudança de carne para cogumelos, levaria a um aumento do preço dos cogumelos e uma diminuição do preço da carne. Isto estimula os produtores a mudar a produção, aumentando o investimento em cogumelos, que aumentaria a oferta no mercado e um novo preço de equilíbrio entre os produtos - por exemplo, diminuindo o preço dos cogumelos a um nível entre os dois primeiros níveis. Para muitos produtores na economia o mesmo ocorreria, se for suposto que os mercados são competitivos, as pessoas escolhem por interesse próprio e sem custos na mudança de produção.
Tentativas iniciais de explicar as crises periódicas das quais Marx havia falado não tiveram sucesso. Após achar uma correlação estatística entre manchas solares e flutuações econômicas, e seguindo a crença comum na época de que as manchas tinham um efeito direto no clima e portanto na produção agrícola, Stanley Jevons escreveu,
"quando nós sabemos que há uma causa, a variação da atividade solar, que é de sua natureza afetar a produção da agricultura, e que varia no mesmo período, torna-se quase certo que as duas séries de fenômenos - ciclos de crédito e variações solares - são conectadas como efeito e causa.

### Análise matemática

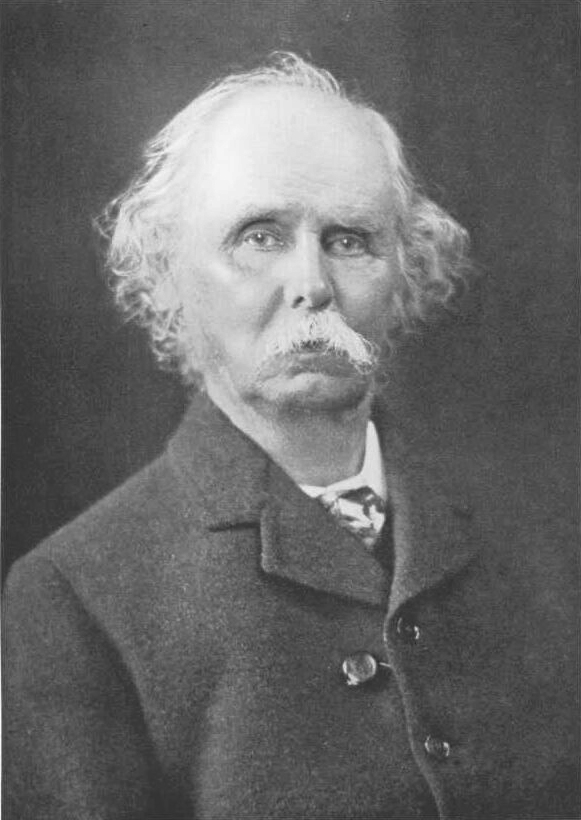
Alfred Marshall escreveu o principal livro-texto alternativo a 'Principles of Economics (1882), de John Stuart Mill

Vilfredo Pareto (1848–1923) foi um economista italiano, mais conhecido por desenvolver o conceito de uma economia que permitiria a maximização do nível de utilidade de cada indivíduo, dado o nível de utilidade possível dos outros em relação à produção e troca. Tal resultado veio a ser chamado de "eficiente de Pareto". Pareto desenvolveu representações matemáticas para essa alocação de recursos, em particular abstraindo os arranjos institucionais e medidas monetárias de riqueza ou distribuição de renda.
Alfred Marshall é também creditado pela tentativa de tratar a economia em uma base mais matemática. Ele foi o primeiro professor de economia na Universidade de Cambridge e sua obra, Principles of Economics coincidiram com a transição do tema da "economia política" para seu termo favorito, "economia". Ele via a matemática como uma forma de simplificar o raciocínio econômico, embora tivesse reservas, como revelado em uma carta a seu estudante Arthur Cecil Pigou.
"(1) Use a matemática como uma linguagem abreviada, ao invés de uma motor de pesquisas. (2) Mantenha com eles até que termine. (3) Traduza para o inglês. (4) Então, ilustre com exemplos que são mais importantes na vida real. (5) Descarte a matemática. (6) Se você não tiver sucesso em 4, descarte 3. Isto é o que frequentemente faço."
Logo após a revolução marginalista, Marshall concentrou-se na reconciliação da teoria clássica do valor-trabalho, que se focava no lado da oferta do mercado, com a nova teoria marginalista, que se focava no lado da demanda do consumidor. A representação gráfica de Marshall é o famoso gráfico de oferta e demanda, a "cruz marshalliana". Ele insistiu que ela era a intersecção tanto da oferta quanto da demanda que produz um preço de equilíbrio em um mercado competitivo. No longo prazo, argumentava Marshall, os custos de produção e os preços dos bens e serviços tendem ao ponto mais baixo consistente com uma produção contínua. Arthur Cecil Pigou, em Wealth and Welfare (1920), insistia na existência de falhas de mercado. Os mercados são ineficientes quando existem externalidades, e por isso o estado deve interferir. No entanto, Pigou possuía crenças no livre mercado e, em 1933, face à crise econômica, ele explicou em The Theory of Unemployment que a intervenção excessiva do estado no mercado de trabalho era a causa real do desemprego massivo, pois os governos estabeleciam um salário mínimo, que impedia os salários de se ajustarem automaticamente. Este iria ser o foco do ataque de Keynes.

### A Escola Austríaca
Apesar de o fim do século XIX e começo do século XX terem sido dominados cada vez mais pela análise matemática, os seguidores de Carl Menger, na tradição de Eugen von Böhm-Bawerk, seguiram uma rota diferente, defendendo o uso da lógica dedutiva. Este grupo tornou-se conhecido como a Escola Austríaca, refletindo a origem austríaca de muitos de seus participantes. Thorstein Veblen em 1900, em Preconceptions of Economic Science, contrastou os marginalistas neoclássicos na tradição de Alfred Marshall com os filósofos da Escola Austríaca.

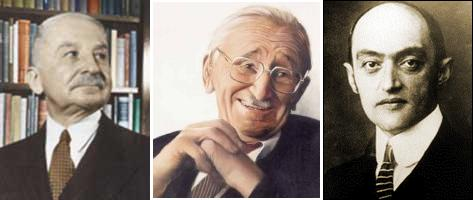
Ludwig von Mises, Friedrich von Hayek, e Joseph Schumpeter

Joseph Alois Schumpeter (1883–1950) foi um economista austríaco e cientista político mais conhecido por suas obras sobre ciclos econômicos e inovação. Ele insistia no papel dos empreendedores em uma economia. Em Business Cycles: A theoretical, historical and statistical analysis of the Capitalist process(1939), Schumpeter realizou uma síntese das teorias sobre os ciclos econômicos. Ele sugeriu que esses ciclos poderiam explicar as situações econômicas. De acordo com Schumpeter, o capitalismo necessariamente passa por ciclos de longo prazo, pois ele é inteiramente baseado em invenções e inovações científicas. Uma fase de expansão torna-se possível pelas inovações, pois elas trazem ganhos de produtividade e encorajam os empreendedores a investir. No entanto, quando os investidores trazem um processo de destruição criadora, isto é, eles destroem os velhos produtos, os empregos diminuem, mas eles permitem que a economia inicie uma nova fase de crescimento, baseado em novos produtos e novos fatores de produção.
Ludwig von Mises (1881–1973) foi um economista austríaco que contribuiu com a ideia de praxeologia, "A ciência da ação humana". A praxeologia via a economia como uma série de trocas voluntárias que aumentam a satisfação das partes envolvidas. Mises também argumentou que o socialismo sofre de um problema do cálculo econômico insolúvel, que, de acordo com ele, poderia ser resolvido apenas através de mecanismos de preços de mercado livre. Também defendia firmemente o free banking (sistema bancário sem regulamentações com concorrência de livre mercado).
As críticas abertas de Mises ao socialismo tiveram uma grande influência no pensamento econômico de Friedrich von Hayek (1899–1992), que, apesar de inicialmente simpático ao socialismo, tornou-se um dos líderes dos críticos acadêmicos contra o coletivismo no século XX. Ecoando o "sistema de liberdade natural" de Smith, Hayek argumentou que o mercado é uma "ordem espontânea" e ativamente menosprezou o conceito de "justiça social". Hayek acreditava que todas as formas de coletivismo (mesmo aquelas teoricamente baseadas na cooperação voluntária) poderiam ser mantidas apenas por uma autoridade central. Em seu livro, O Caminho da Servidão (1944) e suas obras posteriores, Hayek alegou que o socialismo exigia um planejamento econômico central e que tal planejamento, por sua vez, levaria ao totalitarismo. Hayek atribuiu o nascimento da civilização à propriedade privada em seu livro The Fatal Conceit (1988). De acordo com ele, a sinalização de preços é o único meio de possibilitar que cada tomador de decisões econômico comunique o conhecimento tácito e o conhecimento disperso para os outros, a fim de resolver o problema do cálculo econômico. Junto com seu contemporâneo Gunnar Myrdal, Hayek foi premiado com o Prêmio Nobel em 1974.

## Depressão e reconstrução
Alfred Marshall ainda estava trabalhando em suas últimas revisões de Principles of Economics quando da eclosão da Primeira Guerra Mundial (1914-1918). O novo clima do século XX de otimismo foi logo violentamente desmembrado nas trincheiras da frente ocidental. Por quatro anos a produção da Grã-Bretanha, Alemanha e França foi totalmente orientada para a indústria da economia de guerra. Em 1917, a Rússia sucumbiu a uma revolução liderada pelo partido bolchevique de Vladimir Lenin. Eles carregaram a teoria marxista como seu salvador, e prometeram um país de "paz, pão e terra" pela coletivização dos meios de produção. Também em 1917, os Estados Unidos entraram na guerra do lado da França e Grã-Bretanha, com o Presidente Woodrow Wilson levando o bordão de "tornando o mundo seguro para a democracia". Ele projetou um plano de paz de Quatorze Pontos. Em 1918, a Alemanha lançou uma ofensiva na primavera que fracassou, e como os aliados contra-atacaram e milhões foram escravizados, a Alemanha entrou em uma revolução, e seu governo buscou a paz com base nos Quatorze Pontos de Wilson. A Europa ficou em ruínas financeira, física e psicologicamente, e seu futuro ficou nas mãos da conferência de Versalhes de 1919. John Maynard Keynes era o representante da HM Treasury na conferência e o maior crítico de seu resultado.

### John Maynard Keynes

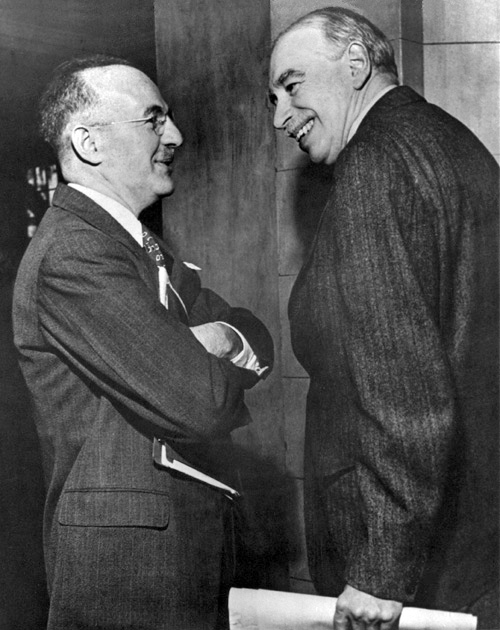
John Maynard Keynes (direita) com sua contraparte americana Harry White nos acordos de Bretton Woods.

John Maynard Keynes (1883–1946) nasceu em Cambridge, foi educado no Eton College e supervisionado por Arthur Cecil Pigou e Alfred Marshall na Universidade de Cambridge. Ele começou sua carreira como um professor, antes de trabalhar no governo britânico durante a Grande Guerra, e passar a ser o representante financeiro do governo britânico na conferência de Versalhes. Suas observações foram expostas no livro The Economic Consequences of the Peace (1919) onde ele documentou sua indignação contra o colapso da adesão dos norte-americanos aos Quatorze Pontos e o clima de vingança que prevaleu na Alemanha. Keynes saiu da conferência e, usando dados econômicos extensivos fornecidos pelos registros da conferência, argumentou que se os vitoriosos forçassem reparações de guerra aos países derrotados do Eixo, então uma crise financeira mundial se seguiria, levando a uma segunda guerra mundial. Keynes terminou seu tratado defendendo, em primeiro lugar, uma redução nos pagamentos da reparação da Alemanha para um patamar razoável, maior gerenciamento intergovernamental da produção continental de carvão e uma união de livre comércio através da Liga das Nações; em segundo lugar, um ajuste para compensar o pagamento de dívidas entre os países aliados; em terceiro lugar, uma reforma completa do sistema de monetário internacional e um fundo de empréstimos internacional; e em quarto lugar, uma reconciliação das relações comerciais com a Rússia e a Europa Oriental.
O livro foi um enorme sucesso, e visto que ele foi criticado pelas falsas previsões por um grande número de pessoas, sem as mudanças que ele defendia, as previsões sombrias de Keynes combinavam com a experiência mundial da Grande Depressão que se seguiu em 1929, e a entrada em um novo surto de guerra em 1939. A Primeira Guerra Mundial tinha sido a "guerra para acabar com todas as guerras", e o fracasso absoluto do estabelecimento da paz gerou uma determinação ainda maior para não repetir os mesmos erros. Com a derrota do fascismo, os acordos de Bretton Woods foram celebrados para estabelecer uma nova ordem econômica. Keynes mais uma vez exerceu um papel de liderança.

### A Teoria Geral
Durante a Grande Depressão, Keynes havia publicado sua mais importante obra, A Teoria Geral do Emprego, do Juro e da Moeda (The General Theory of Employment, Interest, and Money, 1936). A depressão foi desencadeada na Terça-Feira Negra, levando ao aumento do desemprego nos Estados Unidos, cobrança de dívidas dos tomadores de empréstimos europeus e um efeito dominó econômico pelo mundo. A economia ortodoxa recomendou  a contenção de despesas, até que a confiança das empresas e o nível dos lucros se recuperassem. Keynes, em contraste, argumentou em A Tract on Monetary Reform (1923) que vários fatores determinavam a atividade econômica, e que não era suficiente esperar que o equilíbrio de mercado de longo prazo se restaurasse sozinho. Como Keynes observou,
"... este longo prazo é um guia enganoso para os assuntos atuais. No longo prazo todos estaremos mortos. Os economistas definem-se muito facilmente, é muito inútil uma análise, se em épocas tempestuosas eles podem apenas contar que quando a tempestade passar o oceano será calmo novamente."
No topo da oferta monetária, Keynes identificou a propensão ao consumo, indução do investimento, a eficiência marginal do capital, preferência pela liquidez e o efeito multiplicador como variáveis que determinam o nível do produto da economia, emprego e nível de preços. Grande parte dessa terminologia esotérica foi inventada por Keynes especialmente para sua Teoria Geral, apesar de algumas ideias simples estarem por trás. Keynes argumentou que se a poupança estivesse descolada do investimento, através do mercado financeiro, os gastos totais cairiam. Os gastos decrescentes levariam à redução da renda e ao desemprego, o que reduziria novamente a poupança. Isto continuaria até que o desejo de poupar se tornasse igual ao desejo de investir, o que significa que um novo "equilíbrio" seria alcançado e o declínio nos gastos parasse. Esse novo "equilíbrio" é uma depressão, onde as pessoas estão investindo menos, tendo menos para poupar e menos para gastar.
Keynes argumentou que o emprego depende do gasto total, que é composto dos gastos do consumidor e investimento das empresas do setor privado. Os consumidores gastam apenas "passivamente", ou de acordo com as flutuações de suas rendas. As empresas, por outro lado, são induzidas a investir à taxa esperada de retorno em novos investimentos (o benefício) e a taxa de juros paga (o custo). Então, dizia Keynes, se as expectativas das empresas permanecessem as mesmas, e governo reduzisse as taxas de juros (o custo de emprestar), o investimento aumentaria, levando a um efeito multiplicador nos gastos totais. As taxas de juros, por sua vez, dependem da quantidade de dinheiro e do desejo de possuir dinheiro nas contas bancárias (em oposição ao investimento). Se não há dinheiro suficiente disponível para suprir o quanto as pessoas desejam segurar, as taxas de juros aumentam até o pessoas o suficiente desistirem. Então, se a quantidade de dinheiro aumentasse, enquanto o desejo de segurar dinheiro permanecesse estável, as taxas de juros cairiam, levando a um maior investimento, produto e emprego. Por ambas as razões, Keynes defendia baixas taxas de juros e crédito fácil, a fim de combater o desemprego.
Entretanto, Keynes, na década de 1930, acreditava que havia a necessidade de ação do setor público. Os gastos deficitários, dizia Keynes, iriam impulsionar a atividade econômica. Isso ele havia defendido em uma carta aberta para o Presidente dos Estados Unidos Franklin Delano Roosevelt na New York Times (1933). O programa New Deal estava bem encaminhado quando da publicação da Teoria Geral. Ele forneceu um reforço conceitual para as políticas já seguidas. Keynes também acreditava em uma distribuição mais igualitária da renda, e tributação sobre rendimento de capital, argumentando que as altas taxas de poupança (para a qual os mais riscos eram mais propensos) não são desejáveis em uma economia desenvolvida. Keynes portanto defendia tanto a gestão monetária como uma política fiscal ativa.

### Economia keynesiana
Durante a Segunda Guerra Mundial, Keynes agiu como um conselheiro do HM Treasury outra vez, negociando os principais empréstimos dos Estados Unidos. Ele ajudou a formular os planos para o Fundo Monetário Internacional, o Banco Mundial e uma Organização Internacional do Comércio na conferência de Bretton Woods, um pacote projetado para estabilizar as flutuações da economia mundial que havia ocorrido na década de 1920 e criar um campo de negociações a nível global. Keynes faleceu um pouco mais de um ano depois, mas suas ideias já haviam modelado uma nova ordem econômica global, e todos os governos ocidentais seguiram a prescrição keynesiana de gastos deficitários para combater crises e manter o pleno emprego. Um dos pupilos de Keynes em Cambridge era Joan Robinson, que contribuiu para a noção de que a competição raramente é perfeita em um mercado, uma indicação da teoria da definição de preços nos mercados. Em The Production Function and the Theory of Capital (1953) Robinson abordou o que ela via ser algo de circularidade na economia ortodoxa. Os neoclássicos asseveram que um mercado competitivo força os produtores a minimizar os custos de produção.  Robinson dizia que os custos de produção são meramente preços de insumos, como o capital. Os bens de capital obtêm seu valor dos produtos finais. E, se o preço dos produtos finais determina o preço do capital, então, argumentou Robinson, é totalmente circular dizer que o preço do capital determina o preço dos produtos finais. Os bens não podem ser precificados até que os custos dos insumos fossem determinados. Isso não importaria se tudo na economia acontecesse instantaneamente, mas no mundo real, a definição dos preços leva tempo - os bens são precificados antes de serem vendidos. Visto que o capital não pode ser adequadamente avaliado em unidades independentes mensuráveis, como alguém pode mostrar que o capital rende um retorno igual à contribuição para a produção? Piero Sraffa veio para a Inglaterra da Itália fascista na década de 1920, e trabalhou com Keynes em Cambridge. Em 1960 ele publicou um pequeno livro chamado Production of Commodities by Means of Commodities, que explicava como as relações tecnológicas são a base para a produção de bens e serviços. Os preços resultam de trocas salário-lucro, barganhas coletivas, trabalho e conflito de gerenciamento e a intervenção de planejamento do governo. Como Robinson, Sraffa estava mostrando como a principal força da definição de preço na economia não era necessariamente os ajustes de mercado.

## O "American Way"
Após a Segunda Guerra Mundial, os Estados Unidos tornaram-se a potência econômica global proeminente. A Europa e a União Soviética ficaram em ruínas e o Império Britânico estava no seu final. Até então, os economistas estadosunidenses exerceram um papel menor. Os economistas institucionais eram críticos ferrenhos do "American Way", especialmente no que se refere ao consumismo conspícuo dos agitados anos 1920 antes das Terça-Feira Negra. Após a guerra, no entanto, um corpo mais ortodoxo de pensamento se enraizou, reagindo contra o estilo lúcido de debate de Keynes, e rematematizando a profissão. O centro ortodoxo também foi desafiado por um grupo mais radical de acadêmicos baseado na Universidade de Chicago. Eles defendiam a liberdade, voltando a atenção para os governos não-intervencionistas do século XIX.

### Institucionalismo

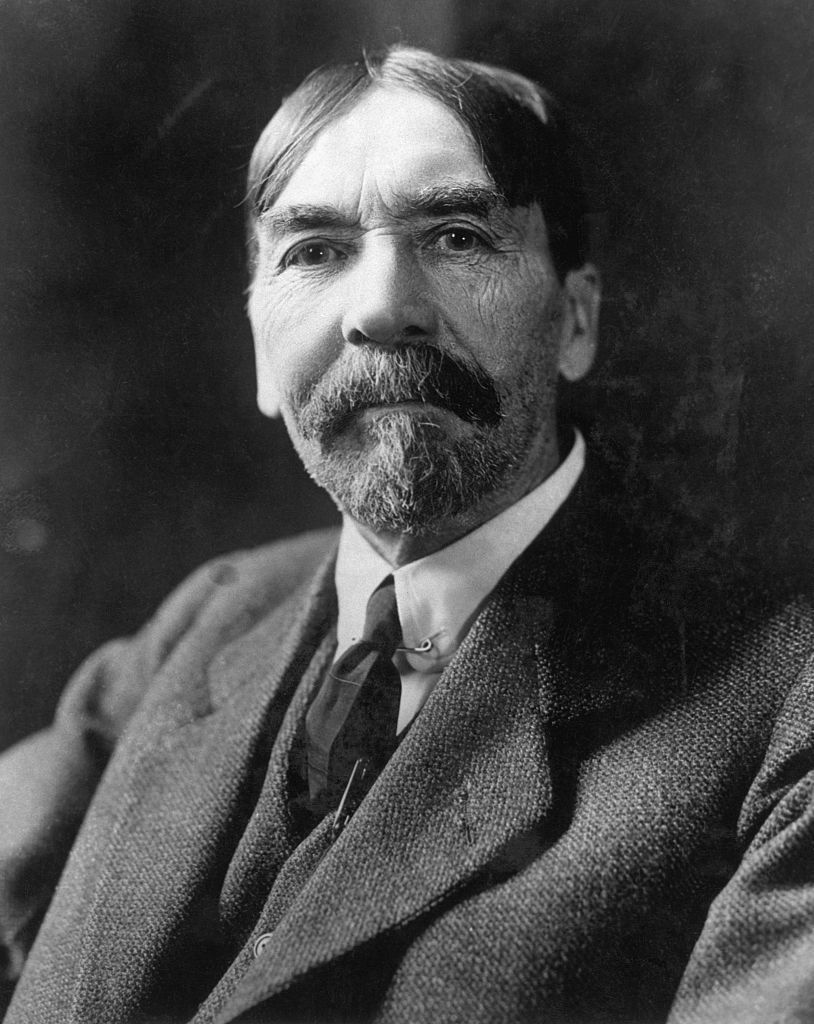
Thorsten Veblen veio de uma família imigrante norueguesa no Meio-Oeste americano.

Thorstein Veblen (1857–1929), que veio do Meio-Oeste rural americano e trabalhou na Universidade de Chicago, é um dos críticos mais conhecidos do "American Way". Em A Teoria da Classe Ociosa (1899), ele desprezava a cultura materialista e as pessoas ricas que consumiam conspicuamente suas riquezas como um jeito de demonstrar sucesso e em The Theory of Business Enterprise (1904) Veblen distinguia a produção para as pessoas usarem coisas e a produção para o lucro puro, argumentando que a primeira é muitas vezes prejudicada porque as empresas perseguem a segunda. A produção e o avanço tecnológico são restringidos pelas práticas empresariais e a criação de monopólios. As empresas protegem seus investimentos existentes e empregam crédito excessivo, levando a depressões e aumentando os gastos militares e de guerra através do controle gerencial do poder político. Esses dois livros, o primeiro focando no consumismo, e o segundo no lucro, não defendiam mudanças. no entanto, em 1911, Veblen se juntou ao corpo docente da Universidade de Missouri, onde ele foi apoiado por Herbert Davenport, o diretor do departamento de economia. Veblen permaneceu em Columbia, Missouri, até 1918. Naquele ano, ele se mudou para Nova Iorque e começou a trabalhar como um editor de uma revista chamada The Dial, e então, em 1919, juntamente com Charles Beard, James Harvey Robinson e John Dewey, ele fundou a New School for Social Research (hoje conhecida como The New School). Ele também foi parte da Technical Alliance, criada em 1919 por Howard Scott. De 1919 a 1926, Veblen continuou a escrever e se envolver em várias atividades da The New School. Durante este período ele escreveu The Engineers and the Price System (1921).
John R. Commons (1862–1945) também veio do Meio-Oeste americano. Por trás de suas ideias, consolidadas em Institutional Economics (1934), estava o conceito de que a economia é uma rede relações entre pessoas com interesses divergentes. Há monopólios, grandes corporações, disputas trabalhistas e ciclos econômicos flutuantes. Elas, no entanto, têm um interesse em resolver essas disputas. O governo, segundo Commons, devia ser o mediador entre os grupos em conflito. O próprio Commons dedicou muito de seu tempo para trabalhos de aconselhamento e mediação em órgãos do governo e comissões industriais.

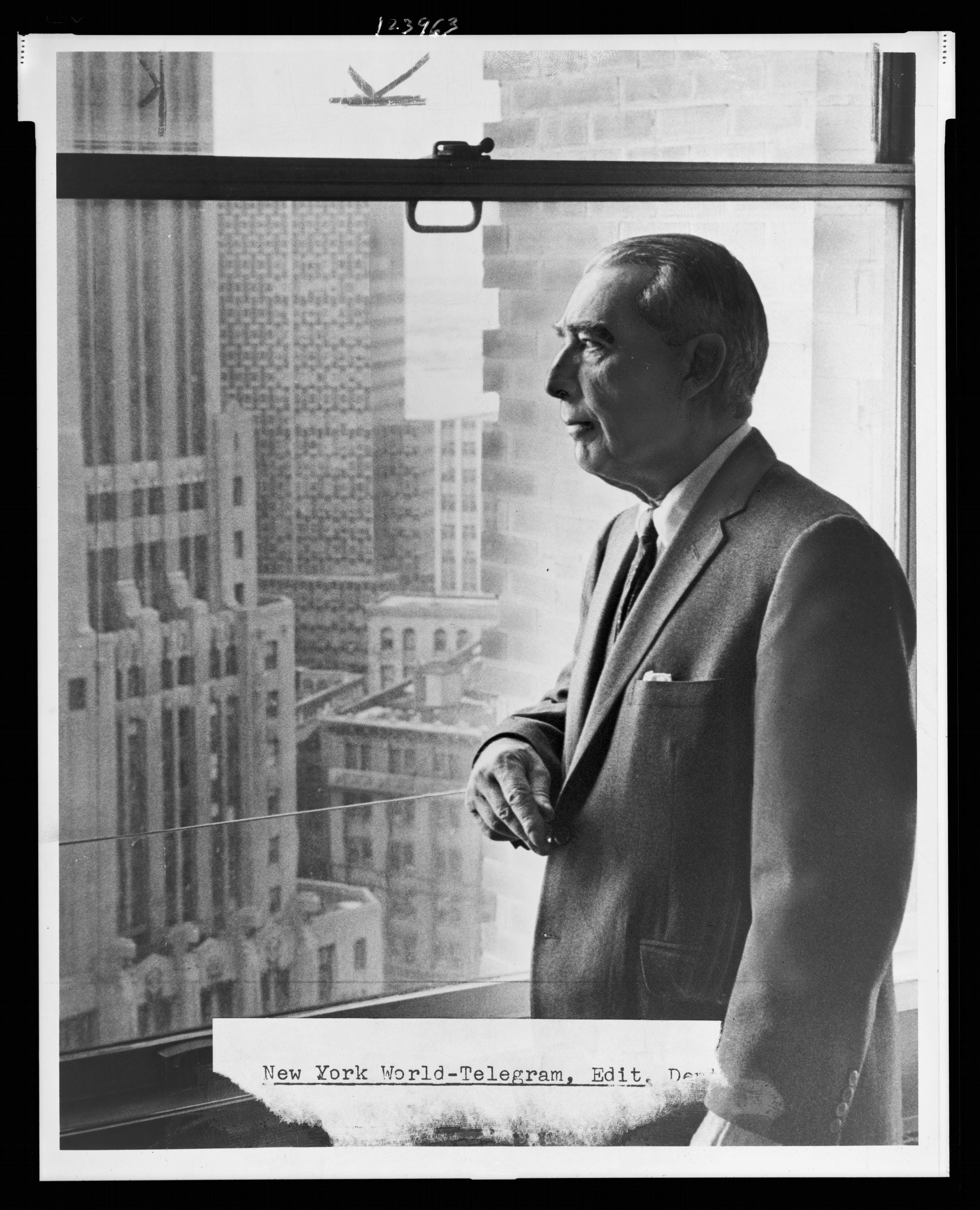
Adolf A. Berle com Gardiner Means foi um dos fundadores da governança corporativa.

A Grande Depressão foi uma época de grandes turbulências nos Estados Unidos. Uma das contribuições mais originais para entender o que estava errado veio de um advogado da Universidade Harvard chamado Adolf Berle (1895-1971), que, como John Maynard Keynes, desistiu de seu emprego diplomático na Conferência de Paris e se desapontou profundamente com o Tratado de Versalhes. Em seu livro com Gardiner C. Means, The Modern Corporation and Private Property (1932), ele detalhou a evolução das grandes empresas na economia contemporânea, e argumentou que aqueles que controlavam as grandes firmas deveriam ser mais responsabilizados. Os diretores das companhias devem prestar contas aos acionistas da empresa, ou não, de acordo com as regras em seus estatutos. Isto pode incluir direitos para eleger e despedir a administração, exigir assembleias gerais ordinárias, padrões de contabilidade e assim por diante. Nos Estados Unidos da década de 1930, os estatutos típicos não prescreviam claramente esses direitos. Berle argumentou que os diretores que não prestam contas às empresas eram, portanto, aptos a canalizar os lucros das empresas em seus próprios bolsos, bem como administrar em seu próprio interesse. A habilidade para fazer isto era apoiada pelo fato de que a maioria dos acionistas nas sociedades anônimas eram individuais, com meios escassos de comunicação, em resumo, divididos e manipuláveis. Berle serviu na administração do Presidente Franklin Delano Roosevelt durante a depressão, e foi um membro chave da tão falada "Brain trust", desenvolvendo muitas das políticas do New Deal. Em 1967, Berle e Means publicaram uma edição revisada de sua obra, cujo prefácio adicionava uma nova dimensão. Não era apenas a separação dos controladores das companhias dos proprietários como acionistas que estava em jogo. Eles propuseram a questão do que a estrutura corporativa deveria realmente alcançar.
Os acionistas não trabalham, nem fiam, para ganhar seus dividendos e aumentos no spreços de suas ações. Eles somente são beneficiários de sua posição. A justificativa para usa herança... pode ser encontrada apenas nos níveis sociais... que a justificativa liga-se à distribuição bem como à existência de riqueza. Sua força existe apenas na razão direta do número de indivíduos que possuem tal riqueza. A justificativa para a existência dos acionistas assim depende da distribuição crescente da população americana. Idealmente, a posição dos acionistas será inexpugnável apenas quando todas as famílias americanas tiverem o seu fragmento dessa posição e da riqueza pela qual a oportunidade de desenvolver a individualidade torna-se completamente realizada.

### John Kenneth Galbraith

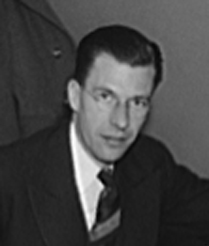
John Kenneth Galbraith começou sua carreira como um alto membro na administração de Franklin Delano Roosevelt durante a Grande Depressão.

Após a guerra, John Kenneth Galbraith (1908–2006) tornou-se um dos defensores de um governo pró-ativo e da política liberal-democrática. Em The Affluent Society (1958), Galbraith recomendou aos eleitores que já haviam alcançado um certo nível de riqueza material a começar a votar contra o bem comum. Ele argumentou que a "sabedoria convencional" do consenso conservador não era suficiente para resolver os problemas da desigualdade social. Em uma época de grandes empresas, ele argumentava, era irreal pensar os mercados do jeito clássico. Elas definiam preços e usavam a publicidade para criar uma demanda artificial para seus próprios produtos, distorcendo as preferências reais das pessoas. As preferências do consumidor na verdade passavam a refletir àquelas das corporações - um "efeito dependência" - e a economia como um todo é voltada para objetivos irracionais. Em The New Industrial State Galbraith defende que as decisões econômicas são planejadas por uma burocracia privada, uma tecnoestrutura de especialistas que manipulam os canais do marketing e das relações públicas. Esta hierarquia é auto-sustentável, os lucros não são mais o principal motivador, e mesmo os administradores não estão no controle. Como eles são os novos planejadores, as corporações detestam o risco e exigem uma economia e mercados estáveis. Elas recrutam os governos para servir aos seus interesses com a política fiscal e monetária, por exemplo, adotando políticas monetaristas que enriquecem os emprestadores de dinheiro através de aumentos nas taxas de juros. Ao mesmo tempo em que os objetivos de uma sociedade afluente e um governo cúmplice servem a tecnoestrutura irracional, o espaço público é simultaneamente empobrecido. Galbraith pinta um retrato de mansões em ruas não asfaltadas e jardins paisagísticos ao lado de parques mal cuidados. Em Economics and the Public Purpose (1973) Galbraith defende um "novo socialismo" como a solução, a produção militar nacionalista e os serviços públicos tais como assistência médica, introduzindo controles disciplinados de salários e preços para reduzir a desigualdade.

### Paul Samuelson

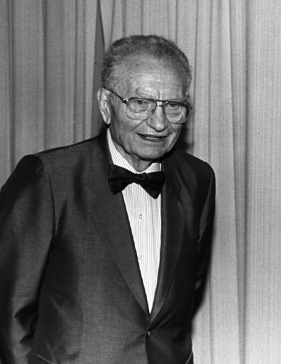
Paul Samuelson escreveu os textos econômicos mais vendidos no mercado.

Em contraste ao estilo linguístico de Galbraith, a economia do pós-guerra começou a sintetizar grande parte da obra de Keynes com representações matemáticas. Cursos introdutórios de economia começaram a apresentar a teoria econômica como um todo unificado o qual é chamado como síntese neoclássica. A "economia positiva" tornou-se o termo criado para descrever certas tendências e "leis" da economia que poderiam ser objetivamente observadas e descritas de uma forma livre de valores, separada das avaliações e julgamentos da "economia positiva". O maior vendedor de livros-textos de sua geração foi Paul Samuelson (1915-2009). Seu PhD foi uma tentativa de mostrar que os métodos matemáticos poderiam representar um núcleo da teoria econômica testável. Ele foi publicado como Foundations of Economic Analysis em 1947. Samuelson começou com duas suposições. Primeiro, as pessoas e as firmas agirão para maximizar seus interesses próprios. Segundo, os mercados tendem a um equilíbrio de preços, no qual a demanda se iguala à oferta. Ele estendeu a matemática para descrever o comportamento equilibrador dos sistemas econômicos, incluindo aqueles da então nova teoria macroeconômica de John Maynard Keynes. Enquanto Richard Cantillon havia imitado a física mecânica da inércia e gravidade de Isaac Newton na competição e mercado, os fisiocratas haviam copiado o sistema circulatório do corpo humano no fluxo circular dos modelos de renda, William Jevons havia descoberto que os ciclos econômicos coincidem com a periodicidade das manchas solares, Samuelson adaptou a termodinâmica para a teoria econômica. Também foi reafirmada a economia como uma ciência rígida, e houve uma "descoberta" celebrada de A. W. Phillips, da relação correlativa entre inflação e desemprego. A conclusão era de que havia um dilema entre o pleno emprego e a alta inflação. Samuelson incorporou a ideia da curva de Phillips em sua obra. Seu livro-texto introdutório Economics foi influente e amplamente adotado. Ele se tornou o texto de economia mais bem sucedido da história. Paul Samuelson foi premiado com o Prêmio Nobel de Economia em 1970 pela sua fusão da matemática com a economia política.

### Kenneth Arrow

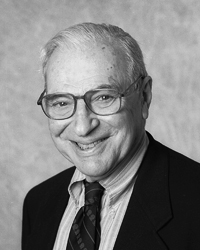
Kenneth Arrow.

Kenneth Arrow (nascido em 1921) é cunhado de Paul Samuelson. Sua primeira grande obra, sua dissertação de doutorado na Universidade Columbia foi Social Choice and Individual Values (1951), que trouxe a economia em contato com a teoria política. Isto originou a teoria da escolha social com a introdução de seu "Teorema da Impossibilidade". Em suas palavras,
Se nós excluirmos a possibilidade de comparações interpessoais de utilidade, então os únicos métodos de passar dos gostos individuais para as preferências sociais que serão satisfatórios e que irão ser definidas por uma ampla gama de conjuntos de ordenações individuais são impostas ou ditatoriais.
Isto acendeu a discussão generalizada sobre como interpretar as diferentes condições do teorema e quais implicações seriam trazidas para a democracia e eleições. A mais polêmica de suas quatro (1963) ou cinco (1950/1951) condições é a independência das alternativas irrelevantes.
Na década de 1950, Arrow e Gerard Debreu desenvolveram o modelo Arrow-Debreu do equilíbrio geral. Em 1971, Arrow e Frank Hahn co-escreveram General Competitive Analysis (1971), que reafirmou uma teoria do equilíbrio geral de preços na economia. Em 1969, o Banco Central Sueco começou a entregar um prêmio de economia, em analogia ao Prêmio Nobel de Química, Física e Medicina, bem como Literatura e Paz (apesar de Alfred Nobel nunca ter aprovado estes em seu testamento). Com John Hicks, Arrow venceu o Prêmio do Banco da Suécia em 1972, o mais jovem vencedor da história. No ano anterior, o Presidente dos Estados Unidos Richard Nixon havia declarado que "Somos todos keynesianos". A ironia foi que isto foi o começo de uma nova revolução no pensamento econômico.

## Monetarismo e a Escola de Chicago
As políticas monetária e fiscal intervencionistas que a economia ortodoxa pós-guerra recomendava passaram a ser atacadas, em particular, por um grupo de teóricos da Universidade de Chicago, que veio a ser conhecida como a Escola de Chicago. Essa corrente de pensamento mais conservadora reafirmou uma visão "libertarista" da atividade de mercado, que as pessoas ficam melhores se deixadas à sua vontade, livre para escolherem como conduzir suas próprias vidas. Mais acadêmicos que haviam trabalhado na Universidade de Chicago foram premiados com o Prêmio Nobel de economia do que de qualquer outra universidade.

### Ronald Coase
Ronald Coase (1910-2013) é o mais proeminente analista econômico do direito e o ganhador do Prêmio Nobel de 1991. Seu primeiro grande artigo, The Nature of the Firm (1937), defendia que a razão para a existência de firmas (empresas, parcerias, etc.) é a existência de custos de transação. Os indivíduos racionais trocam através de contratos bilaterais em mercados abertos até que os custos de transação levem as corporações a produzirem coisas com mais produtividade. Seu segundo grande artigo, The Problem of Social Cost (1960), defendia que se nós vivêssemos em um mundo sem custos de transação, as pessoas pechinchariam umas com as outras para criar a mesma alocação de recursos, independentemente da forma que um tribunal resolveria disputas de propriedade. Coase usou o exemplo de um antigo caso legal sobre aborrecimentos chamado Sturges v Bridgman, onde um doceiro barulhento e um médico silencioso eram vizinhos e foram à corte para ver quem deveria se mudar. Coase disse que independentemente se o juiz ordenasse que o doceiro parasse de usar seu maquinário, ou que o médico tivesse de lidar com isso, eles poderiam acertar uma pechincha mutualmente benéfica sobre quem deveria se mudar de casa satisfazendo o mesmo resultado da distribuição de recursos. Apenas a existência de custos de transações podem prevenir isto. Portanto, a lei deveria antecipar o que ocorreria e ser guiada pela solução mais eficiente. A ideia é que o direito e a regulação não são tão importantes ou efetivas em ajudar as pessoas quanto os advogados e os planejadores governamentais acreditam. Coase e outros como ele desejavam uma mudança de abordagem, a fim de colocar o ônus da prova dos efeitos positivos em um governo que estava intervindo no mercado, analisando os custos de ação.

### Milton Friedman
Milton Friedman (1912–2006) se destaca como um dos economistas mais influentes do final do século XX. Ele ganhou o Prêmio Nobel de Economia de 1976, entre outras coisas, por A Monetary History of the United States (1963). Friedman defendia que a Grande Depressão foi causada pelas políticas do Federal Reserve durante a década de 1920, e pioradas na década de 1930. Friedman defende que a política do laissez-faire é mais desejável do que a intervenção do governo na economia. Os governos deveriam almejar uma política monetária neutra orientada para o crescimento econômico de longo prazo pela expansão gradual da oferta monetária. Ele defende a teoria quantitativa da moeda, segundo a qual os preços gerais são determinados pela moeda. Portanto, políticas monetária (por exemplo, crédito fácil) ou fiscal (por exemplo, impostos ou gastos) ativas podem ter efeitos negativos não previstos. Em Capitalism and Freedom 1967) Friedman escreveu:
Provavelmente existe uma defasagem entre a necessidade de ação e o reconhecimento pelo governo da necessidade; uma defasagem adicional entre o reconhecimento da necessidade de ação e a tomada de ação; e ainda uma outra defasagem entre a ação e seus efeitos.
Friedman também foi conhecido por sua obra sobre a função de consumo, a hipótese da renda permanente (1957), que o próprio Friedman a considerou como sua melhor obra científica. Essa obra sustentava que os consumidores racionais gastariam uma quantidade proporcional do que eles percebiam ser sua renda permanente. Ganhos excepcionais seriam quase totalmente poupados. Da mesma forma ocorrendo com as reduções de impostos, visto que os consumidores racionais preveriam que os impostos teriam de aumentar no futuro para balancear as finanças públicas. Outras importantes contribuições incluem sua crítica à curva de Phillips e o conceito de taxa natural de desemprego (1968). Essa crítica associou seu nome com a percepção de que um governo que deixa a inflação alta não poder reduzir permanentemente o desemprego fazendo isso. O desemprego pode ser temporariamente baixo, se a inflação é uma surpresa, mas no longo prazo o desemprego será determinado pelos atritos e imperfeições no mercado de trabalho.

## Tempos globais

### Amartya Sen
Amartya Sen (nascido em 1933) é um economista pioneiro do desenvolvimento e bem-estar social e expressou um ceticismo considerável quanto à validade dos pressupostos neoclássicos. Ele era um grande crítico da teoria das expectativas racionais, e dedicou sua obra para o desenvolvimento e os direitos humanos. Ele ganhou o Prêmio Nobel de Economia em 1998.

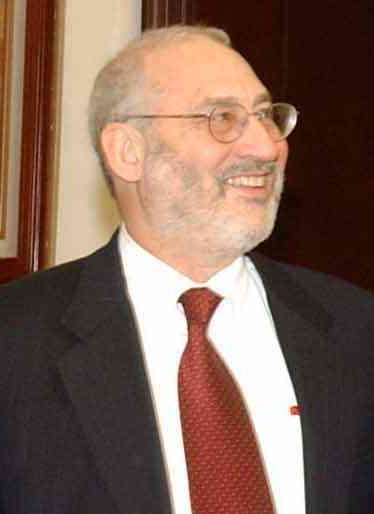
Joseph Stiglitz foi um economista de sucesso e autor popular.

### Joseph E. Stiglitz
Joseph Stiglitz (nascido em 1943) recebeu o Prêmio Nobel em 2001 por sua obra na economia da informação. Ele serviu como diretor do Conselho de Assuntos Econômicos do Presidente Clinton e como economista-chefe do Banco Mundial. Stiglitz lecionou em muitas universidades, incluindo Columbia, Stanford, Oxford, Manchester, Yale, e MIT. Ultimamente ele tornou-se um crítico aberto das instituições econômicas globais. Ele também é um autor acadêmico e popular. Em Making Globalization Work (2007), ele mostra suas perspectivas em assuntos de economia internacional.

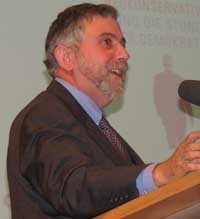
Paul Krugman na Biblioteca Nacional da Alemanha em Frankfurt

O problema fundamental com o modelo neoclássico e o correspondente modelo de socialismo de mercado é que eles falham em levar em consideração uma variedade de problemas que surgem da ausência de informação perfeita e dos custos de aquisição de informação, bem como a ausência de imperfeições em certos riscos chaves e mercados de capital. A ausência de imperfeições podem, por sua vez, ser explicadas por problemas de informação.

### Paul Krugman
Paul Krugman (nascido em 1953) é um economista contemporâneo. Seu livro-texto International Economics (2007) aparece na lista de leitura de muitas graduações. Bem conhecido como um representante do progressivismo, ele escreve uma coluna semanal sobre economia, política econômica estadosunidense e política no New York Times. Ele ganhou o Prêmio Nobel de Economia em 2008 por sua obra sobre Nova Teoria Comercial e geografia econômica.

## Pensamento econômico contemporâneo

### Macroeconomia desde a era Bretton Woods
A partir da década de 1970, a crítica monetarista de Friedman contra a macroeconomia keynesiana formou o ponto de início para um grande número de tendências na teoria macroeconômica, em oposição à ideia de que a intervenção do governo pode ou deve estabilizar a economia. Robert Lucas criticou o pensamento keynesiano por sua inconsistência com a teoria microeconômica. A crítica de Lucas define o cenário para uma escola neoclássica de macroeconomia, a nova economia clássica, baseada nos fundamentos da economia clássica. Lucas também popularizou a ideia das expectativas racionais, que foi usada como a base para algumas novas teorias clássicas, incluindo a proposição da ineficiência política.
O modelo padrão para a nova economia clássica é a teoria dos ciclos reais dos negócios, que busca explicar as flutuações no produto e emprego em termos de variáveis reais tais como mudanças na tecnologia e nos gostos. Assumindo mercados competitivos, a teoria dos ciclos reais dos negócios implica que as flutuações cíclicas são respostas ótimas à variabilidade na tecnologia e gostos, e que as políticas de estabilização macroeconômica devem reduzir o bem-estar social.
A economia keynesiana teve um retorno entre os economistas ortodoxos com o advento da nova macroeconomia keynesiana. O tema central do novo keynesianismo era a provisão dos fundamentos microeconômicos para a macroeconomia keynesiana, obtida pela identificação de desvios mínimos em relação às suposições microeconômicas padrão que levam às conclusões macroeconômicas keynesianas, tais como a possibilidade de benefícios significativos de bem-estar social a partir da estabilização macroeconômica. Os argumentos do custo de menu de Akerlof, mostrando que, sob competição imperfeita, pequenos desvios da racionalidade geram rigidez significativa de preços (em termos de bem-estar social), são bons exemplos desse tipo de trabalho.
Economistas combinaram a metodologia da teoria dos ciclos reais dos negócios com elementos teóricos, como os preços rígidos, da nova teoria keynesiana para produzir a nova síntese neoclássica. Modelos de equilíbrio geral estocástico dinâmico (DSGE), grandes sistemas de equações microeconômicas combinadas com modelos de economia geral, são centrais para esta nova síntese. A síntese domina a economia dos dias de hoje.

## Escolas de pensamento
Ao longo da história do pensamento económico co-existiram varias diferentes linhas de pensamento, entre as quais podem ser listadas: a economia política clássica (corrente dominante no mundo anglo-saxão até o final do século XIX), a economia marxista, a escola neoricardiana, a escola keynesiana e a economia neoclássica. Esta última é a corrente hegemônica desde o final do século XIX na microeconomia e a partir da década 1980 na macroeconomia, mas pode ser dividida entre diferentes sub correntes, como a escola Walrasiana, a escola de Chicago e a escola austríaca que está parcialmente dentro dessa corrente.

## Abordagem macroeconômica versus abordagem microeconômica
A abordagem macroeconômica estuda o comportamento e as relações causais entre os grandes agregados econômicos como o produto interno bruto (PIB), o consumo privado (CP), a taxa de desemprego (TD),  a taxa de juro (por exemplo, a taxa SELIC) e  consumo público. Através desta abordagem, os economistas tentam estabelecer relações entre estas variáveis para compreender e prever os efeitos de intervenções nessas variáveis sobre o futuro da economia. Um dos primeiros economistas a utilizar agregados estatísticos em suas teorias foi Keynes, considerado o fundador da macroeconomia.
A abordagem microeconômica valoriza a forma como os indivíduos reagem a incentivos, como a informação circula na economia e como estes microeventos se refletem nas variáveis macroeconômicas. Historicamente, as primeiras teorias econômicas eram o que hoje chamamos de teorias microeconômicas, e explicavam as variáveis macroeconômicas com base na ação individual dos agentes econômicos.
A análise microeconômica se desdobra no estudo dos seguintes conjuntos: Teoria do Consumidor, Teoria de Empresa, Teoria de Produção e Teoria de Distribuição.

## Economia normativa versus economia positiva

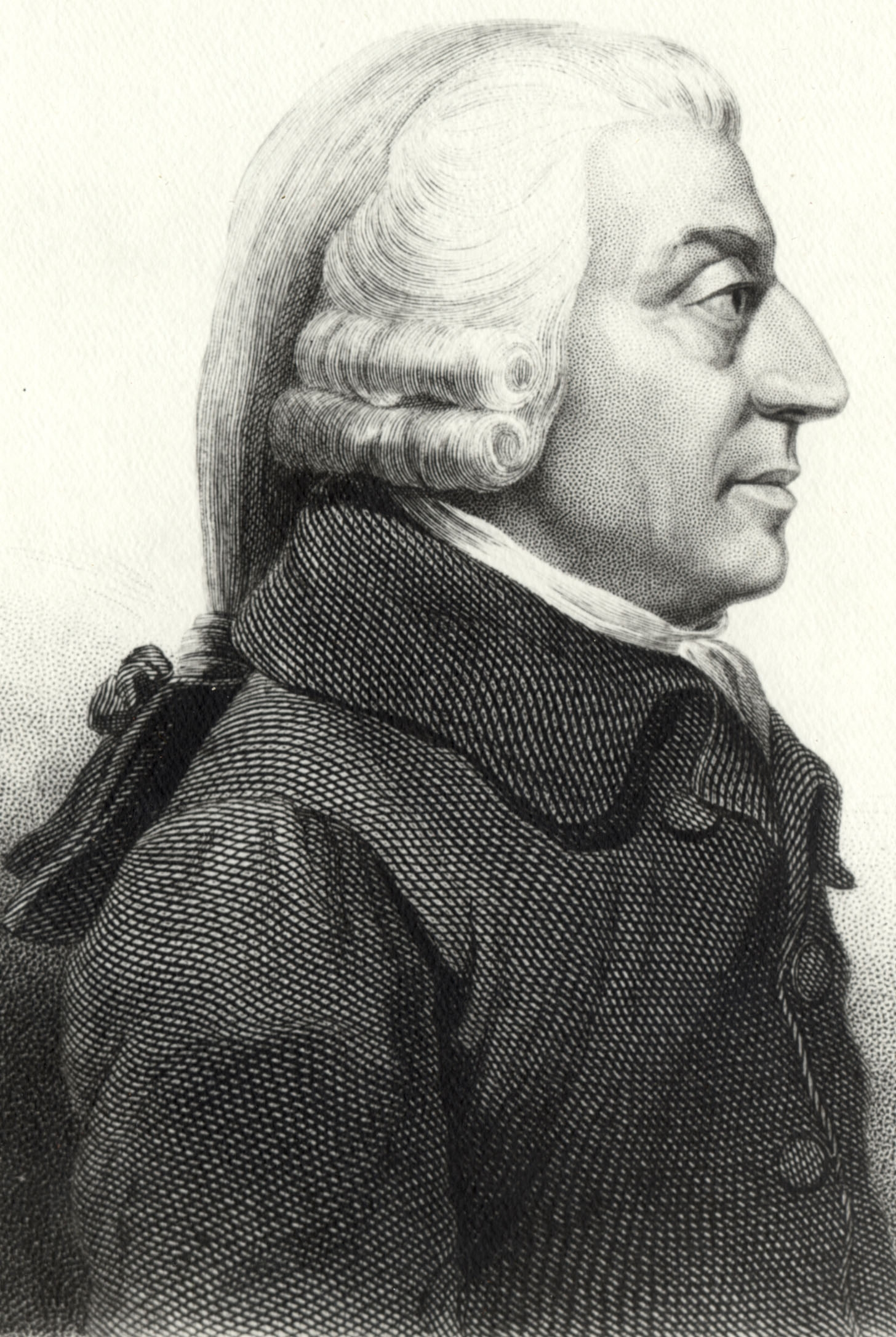
Busto de Adam Smith, um dos pioneiros no estudo moderno da economia

A economia normativa é uma abordagem que procura determinar como se pode manipular a economia para atingir determinados objetivos específicos.[carece de fontes?] Normalmente, o que se pretende é atingir um determinado padrão de distribuição de riquezas. A economia normativa pressupõe uma tomada de uma posição ética em relação à realidade ou seja, pressupõem que os valores subjetivos do economista sejam o fator determinante.[carece de fontes?]
A economia positiva é uma abordagem que não tem preocupações éticas e que se limita a entender os fatos tal qual eles existem, onde os julgamentos de valor do economista não são levados em consideração.[carece de fontes?]
Os defensores da economia positiva defendem que os economistas devem se preocupar essencialmente em determinar os fatos e que esta tarefa é por si só, extremamente difícil. Defendem que qualquer tentativa de manipular a economia, através do uso de coerção, está condenada ao fracasso por desconhecimento dos fatos econômicos e por consequências em relação a anulação de incentivos em relação a ação eficiente dos agentes.[carece de fontes?]
Os defensores da economia normativa argumentam que a riqueza deve existir para ser distribuída pelo estado e que se deve tentar modificar os factos económicos em favor do que entendem ser uma economia mais justa.[carece de fontes?]

## Economia e ética
A economia originalmente fazia parte da ética. Tratava-se das ações virtuosas do chefe de família em relação às suas atribuições na organização da casa. Adam Smith mudou isso em 1776 com o livro Riqueza das nações. Não foi uma mudança gradual, mas uma rutura. Até então todos viam a economia mais ou menos da mesma forma com que Aristóteles a tratava, ou seja, como parte da filosofia ética. Até mesmo o professor de Adam Smith via a economia como um ramo da filosofia ética e política. A agricultura, por exemplo, era vista como um dever divino.[carece de fontes?] O homem tinha a responsabilidade, ou o dever moral, de "cuidar da terra". Deixar de fazê-lo era considerado indigno. Hoje em dia esse dever não se perdeu, ele se ampliou para o dever do trabalho, que encontra seu ápice na ética protestante, como mostra Max Weber.
Os autores mercantilistas ainda não tinham a visão de economia que Adam Smith tinha. Eles simplesmente estenderam o dever patriarcal ao dever do governante da nação. Não compreendiam a economia como tendo um "funcionamento espontâneo e regular", com regras próprias derivadas da matemática, mas não dependentes da ética ou da filosofia. O Estado é fundamentando como uma organização patriarcal no mesmo modelo da família nuclear.
Não foi tardiamente que a economia se tornou uma disciplina, pois isso não era possível antes. Era preciso uma estrutura social em que o interesse individual na posse de bens superasse o interesse na preservação das relações sociais. A economia parece depender de instituições não-econômicas para se fazer possível enquanto ciência.[carece de fontes?][carece de fontes?]
A criação da economia de mercado inverte a situação da economia, que antes estava submersa na ação ética de cada cidadão, e agora passa a determinar as ações da própria sociedade. A economia não mais depende de uma consideração ética das ações, mas a sociedade de massas depende da economia para se reproduzir. O mercado é entendido como um sistema auto-regulado onde "indivíduos perseguindo apenas seus interesses pessoais ofertam e demandam mercadorias, e as decisões sobre o que e quanto produzir partem somente das expectativas de ganho, e não mais de uma necessidade social".[carece de fontes?] É como se houvesse uma sincronia pré-estabelecida entre os desejos humanos e  manutenção da sociedade de massas, mas tal afirmação encontra hoje diversas críticas por parte de antropólogos e sociólogos.
A economia como ciência, seguindo o modelo de outras ciências, corta o laço entre ação humana e a ética.[carece de fontes?] "A perpetuação humana passa a depender de que tudo tenha um preço, inclusive a terra e o trabalho".[carece de fontes?] Mas o trabalho não pode ser uma mercadoria, pois ele é a própria atividade humana.[carece de fontes?] A terra é a própria natureza, e também não pode ser tratada como mercadoria. Essas questões são originalmente filosóficas, mas foram tiradas do âmbito de discussão original.[carece de fontes?] A pretensão da economia de ser uma ciência como a física deve ser debatida. Pode haver um grave reducionismo no fundamento da economia enquanto ciência.
Outros autores ainda defendem que a economia só pode ser entendida corretamente se for tomada como parte da ecologia, ou seja, como se tratasse da troca de matéria e energia dentro do sistema humano.[carece de fontes?] Considerando que a atividade humana não está isolada da atividade das outras espécies do planeta, essa seria uma boa sugestão, porém a tendência é que a visão econômica “aos moldes de Adam Smith” se estenda para explicar o papel de cada organismo do planeta em função da manutenção da civilização. Ou seja, para colocar um valor econômico em cada processo que faça parte da vida e aí então completar a formula do funcionamento orgânico do mercado.
Cabe ainda a crítica a tendência de tornar a economia algo derivado e dependente de um moralismo, ou de um sistema moral supostamente inerente ao homem.[carece de fontes?] A necessidade ou a validade de tal visão moralista também é uma discussão da ética.

## A evolução da economia como ciência
As primeiras manifestações históricas do pensamento econômico são ligados aos esforços dos povos primitivos para melhoria de sua cultura técnica e solução de suas necessidades. Os primeiros problemas econômicos surgiram na era neolítica com o início da utilização de ferramentas para a agricultura.[carece de fontes?]
No mediterrâneo desenvolve-se princípios de organizações econômicas: Pelo Egito e pela Mesopotâmia com a exploração maciça da terra; nas cidades fenícias e gregas utiliza-se a terra, o comércio marítimo e trocas internacionais e em Roma onde é feita a justaposição entre as forças econômicas da terra e do mar.
A queda de Roma iniciou a chamada Idade Média, uma nova fase da história da cultura e da economia. No século XI um crescimento demográfico criou a oferta necessária de mão-de-obra, provocando um aumento de produção que desenvolveu o comércio e as cidades. Surgiu então um comércio internacional de longo alcance, que mobilizou grandes capitais; a indústria têxtil ganhou um papel fundamental, nela havendo uma certa especialização do trabalho.
Os pesquisadores da Escola Marginalista propuseram rever praticamente toda a Analise econômica Clássica, com base em novos modelos teóricos definidos a partir de conceções acerca do valor, da utilidade, do trabalho, da produção, da escassez, da formação dos custos e dos preços.
Para os Neoclássicos o problema mais importante era o funcionamento do sistema de mercado e seu papel como alocador eficaz de recursos. Partir disso desencadeia em 1930 uma grande Crise.
A Revolução Keynesiana promovida pelo notável economista inglês John Maynard Keynes, nos anos da Grande Depressão, quando a teoria Clássica já não mais se adaptava a realidade econômica da época. Keynes em seu primeiro livro publicado em 1913, tratava de problemas monetários. Após 1930, a Inglaterra - como quase todos os países ocidentais - mergulhou em grande depressão e o desemprego tornou-se uma praga. Nesse período Keynes entregou-se a reflexões sobre os mais graves problemas do sistema capitalista e decrescente do laissez-faire e do automatismo auto-regulador das economias de mercado, procurou encontrar a terapêutica exata que pudesse recuperar os países abalados pela Grande Depressão.
Em fevereiro de 1936 publicou General Theory e promoveu o que se chama hoje de Teoria Keynesiana. A vitória de Keynes sobre os clássicos traduz o triunfo do intervencionismo moderado sobre o liberalismo radical, além de constituir um desejável meio-termo entre a liberdade econômica absoluta e o total controle do Estado sobre o meio econômico.
A Revolução Keynesiana de que hoje se fala deu nova vida às Ciências Econômicas: as velhas peças da economia clássica foram substituídas por uma nova dinâmica de raciocínio, e a Analise Econômica restabeleceu o necessário contato com a realidade.
Keynes procurou então estudar os determinantes do nível do emprego e da Renda Nacional e verificou que o Estado deveria participar da atividade econômica, procurando compensar o declínio dos investimentos privados nos períodos depressivos das crises econômicas. Os investimentos suplementares do Estado transformar-se-iam nos cães de fila da recuperação econômica e garantiriam o reequilíbrio da atividade.
O intervencionismo de Keynes devia atuar sobre as grandes linhas do sistema. Keynes reunia três raros talentos: Foi um lógico de alta classe tento publicado a Teoria das Possibilidades, dispunha de alto grau de talento para escrever convincentemente e possuía um sentido muito realista de como as coisas se desenvolviam.

### A Economia e o Pensamento Político
Através das histórias dos pensamentos políticos, diferentes ideias políticas tiveram associadas com diferentes escolas de pensadores sobre a operação econômica.[carece de fontes?]  Por exemplo, Adam Smith usou suas  teorias de comércio e da divisão do trabalho para discutir políticas econômicas do governo, particularmente contra o mercantilismo.[carece de fontes?] Similarmente, Marx desenvolveu suas teorias, que focalizam na produção e no trabalho, para advogar socialismo e comunismo. Política econômica fascista italiana criada para Benito Mussolini e Nicola Bombacci é a "socialização".[carece de fontes?]
Um exemplo de outro sistema econômico que foi recentemente desenvolvido é a economia participativa. Ela não usa nem métodos do mercado nem métodos centralizados para o alocamento, mas incorpora muitos laços de gabarito positivos e negativos locais a fim responder aos valores humanos os mais positivos. "- na terminologia do ist", [economia participativa] não é comunista nem capitalista.[carece de fontes?]

## Obras canônicas
| - D'Aquino, Tommaso (1274) Summa Theologica - Aristóteles (c.a. 350 a.C.) Nicomachean Ethics - Aristóteles (c.a. 350 a.C.) Política - Arrow, Kenneth J (1951) Social Choice and Individual Values, 2ª Ed. 1963, Wiley, New York, ISBN 0300013647 - Arrow, Kenneth J. e Frank Hahn (1971) General Competitive Analysis, Holden-Day, San Francisco, ISBN 0816202753 - Bentham, Jeremy (1776) Fragment on Government - Bentham, Jeremy (1789) An Introduction to the Principles of Morals and Legislation - Burke, Edmund (1790) Reflections on the Revolution in France - Burke, Edmund (1795) Thoughts and Details on Scarcity - Cantillon, Richard (1732) Essay on the Nature of Commerce in General - Coase, Ronald H. (1937) The Nature of the Firm Economica, Vol.4, Issue 16, pp. 386–405 - Coase, Ronald H. (1960) The Problem of Social Cost (essa versão online exclui algumas partes) Journal of Law and Economics, Vol.3, pp. 1–44 - Commons, John R. (1934) Institutional Economics New York: Macmillan - Engels, Friedrich (1845) Condition of the Working Class in England in 1844 - Friedman, Milton (1953) Essays in Positive Economics: Part I – The Methodology of Positive Economics, University of Chicago - Galbraith, J.K. (1958) The Affluent Society, 3ª Ed. reprinted 1991, Penguin Books, ISBN 014013610 - Galbraith, J.K. (1967) The New Industrial State - Galbraith, J.K. (1973) Economics and the Public Purpose - Hobbes, Thomas (1651) Leviatã - Hume, David (1777) Essays, Moral, Political, Literary - Jevons, William (1871) The Theory of Political Economy - Jevons, William (1878) The Periodicity of Commercial Crises - Keynes, John Maynard (1919) The Economic Consequences of the Peace - Keynes, John Maynard (1936) The General Theory of Employment, Interest and Money - Locke, John (1689) Second Treatise on Civil Government - Locke, John (1691) Some Considerations on the consequences of the Lowering of Interest and the Raising of the Value of Money - Markwell, Donald (2006) John Maynard Keynes and International Relations: Economic Paths to War and Peace, Oxford. | - Marshall, Alfred (1890) Principles of Economics - Marx, Karl (1871) O Capital - Mill, John Stuart (1871) Principles of Political Economy - Mun, Thomas (1621) A Discourse of Trade from England unto the East Indies - North, Dudley (1691) Discourses upon trade - Petty, William (1690) The Political Arithmetick - Quesnay, François (1758) Tableau économique - Ricardo, David (1827) Principles of Political Economy and Taxation - Robinson, Joan (1953) The Production Function and the Theory of Capital - Robinson, Joan (1962) Economic Philosophy - Scotus, Duns (1295) Sententiae - Sen, Amartya (1985) "The Moral Standing of the Market," in Ethics and Economics, ed. Ellen Frankel Paul, Fred D. Miller, Jr and Jeffrey Paul, Oxford, Basil Blackwell, pp. 1–19 - Sen, Amartya (1976–7) "Rational Fools: A Critique of the Behavioural Foundations of Economic Theory," Philosophy and Public Affairs, 6, pp. 317–44 - Sen, Amartya (1987) On Ethics and Economics Oxford, Basil Blackwell - Sismondi, J.-C.-L. Simonde de (1819, trans.1991) "New Principles of Political Economy: Of Wealth in Its Relation to Population" - Smith, Adam (1759) The Theory of Moral Sentiments - Smith, Adam (1776) A Riqueza das Nações - Sraffa, Piero (1960) Production of Commodities by Means of Commodities - Stigler, George J (1965) "The Nature and Role of Originality in Scientific Progress", in Essays in the History of Economics, University of Chicago Press, pp. 1–15 - Stiglitz, Joseph E. (1996) Whither Socialism? - Thornton, Henry (1802) The Paper Credit of Great Britain - Turgot, Jacques (1766) Réflexions sur la formation et la distribution des richesses em French and English - Veblen, Thorsten, The Theory of the Leisure Class: an economic study of institutions (1899) - Veblen, Thorsten (1904) Theory of Business Enterprise - von Hörnigk, Philip (1684) Österreich Über Alles, Wenn Sie Nur Will |